# Emléktáblák Balassagyarmaton
Balassagyarmat szócikkhez kapcsolódó képgaléria, mely helyi, országos vagy nemzetközi hírű személyekkel, valamint épületekkel, műtárgyakkal, helynevekkel és eseményekkel összefüggő emléktáblákat tartalmaz.

## Galéria

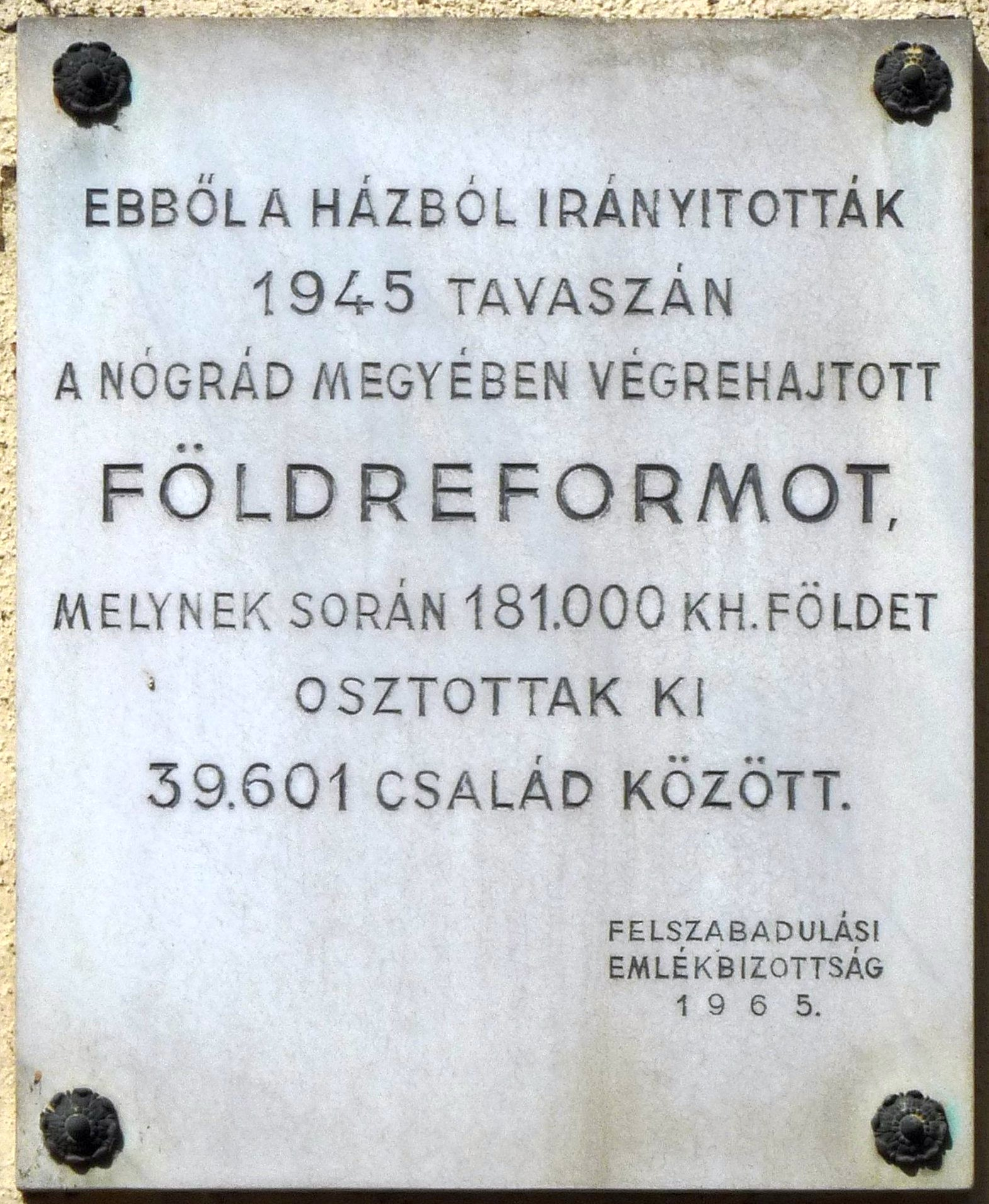
az 1945-ös földreform, Rákóczi fejedelem út 26.
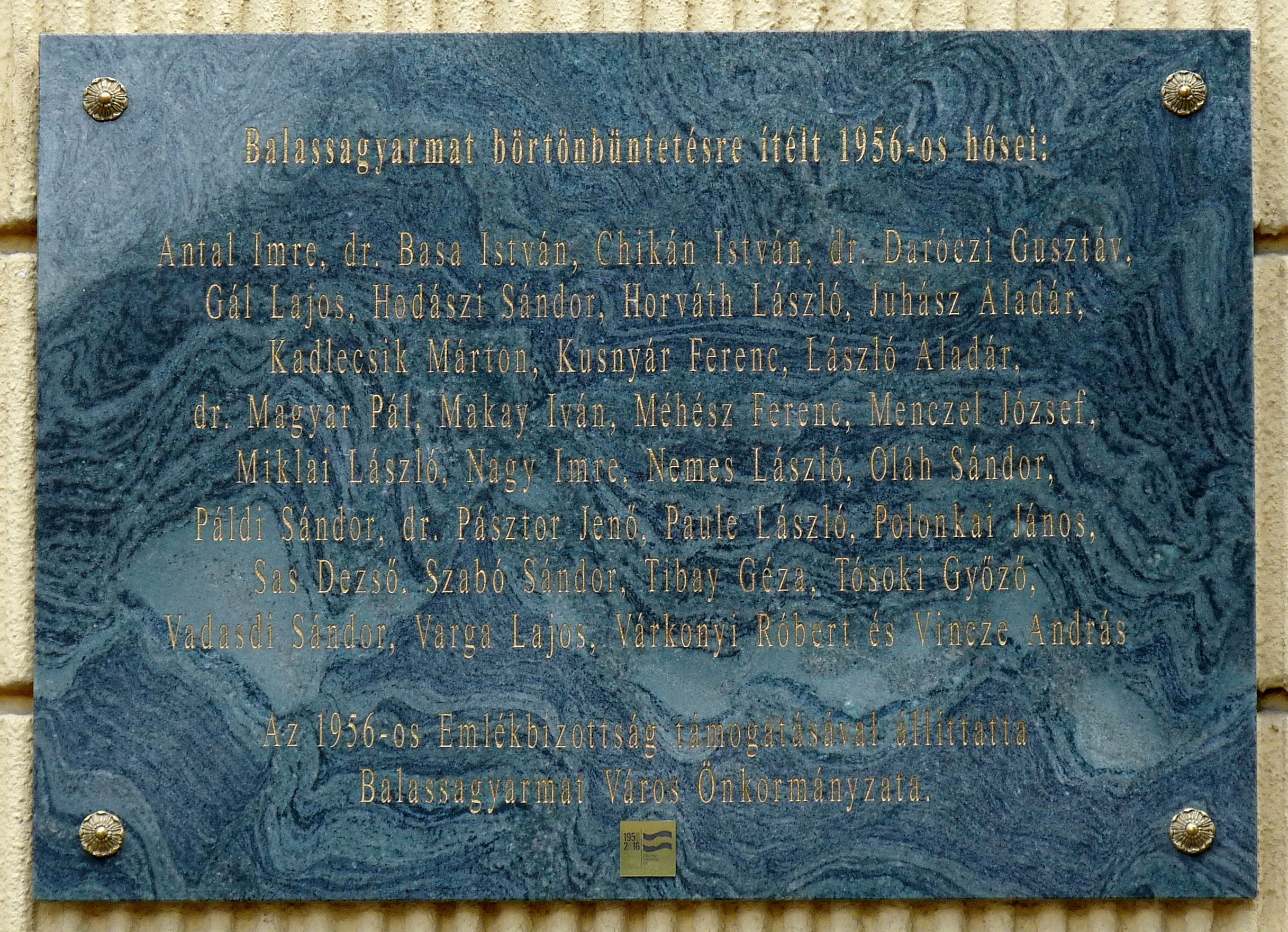
1956 bebörtönzött hősei, Bajcsy-Zsilinszky utca 6.
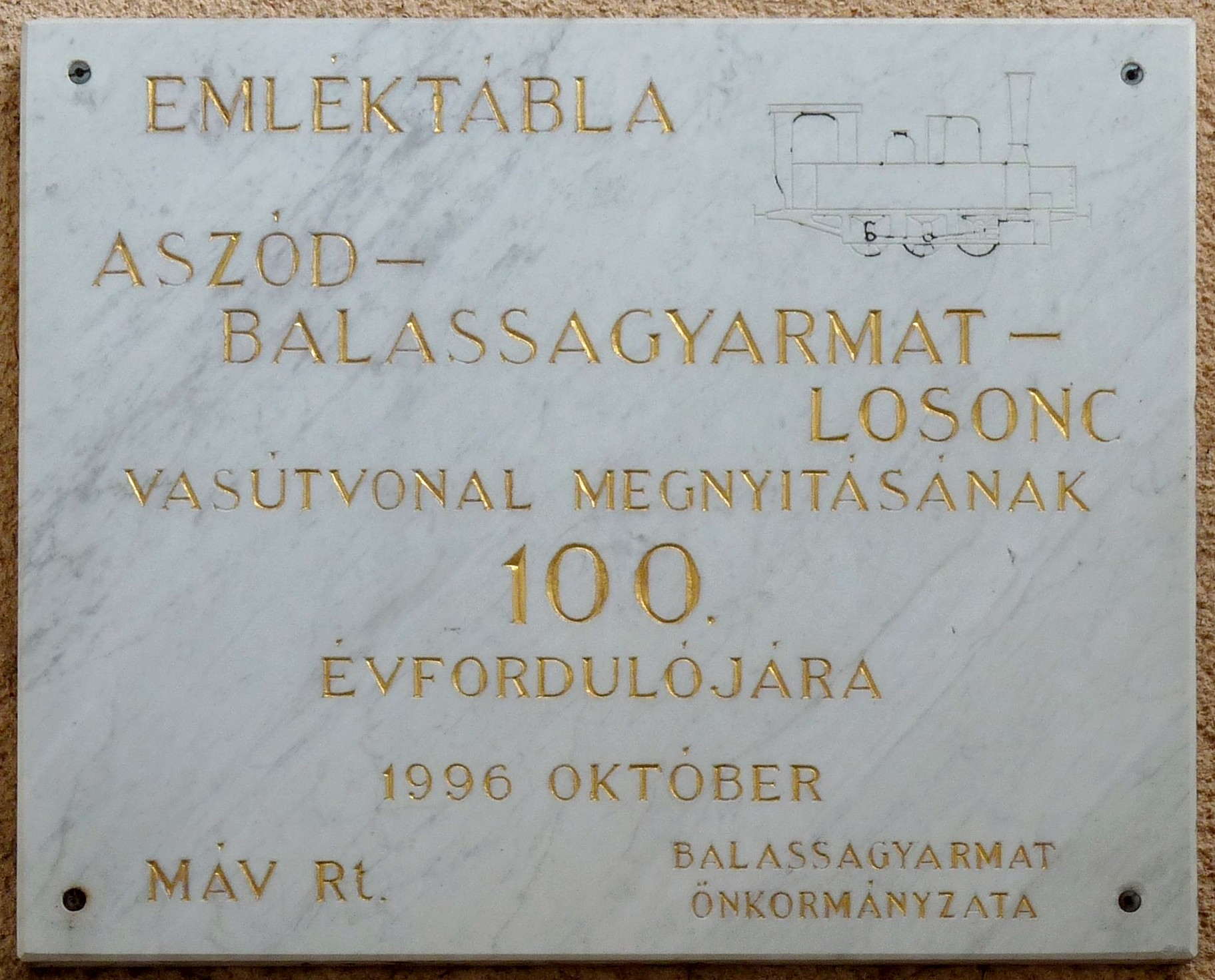
Aszód-Balassagyarmat-Losonc vasút, Benczúr Gyula utca 1/a.
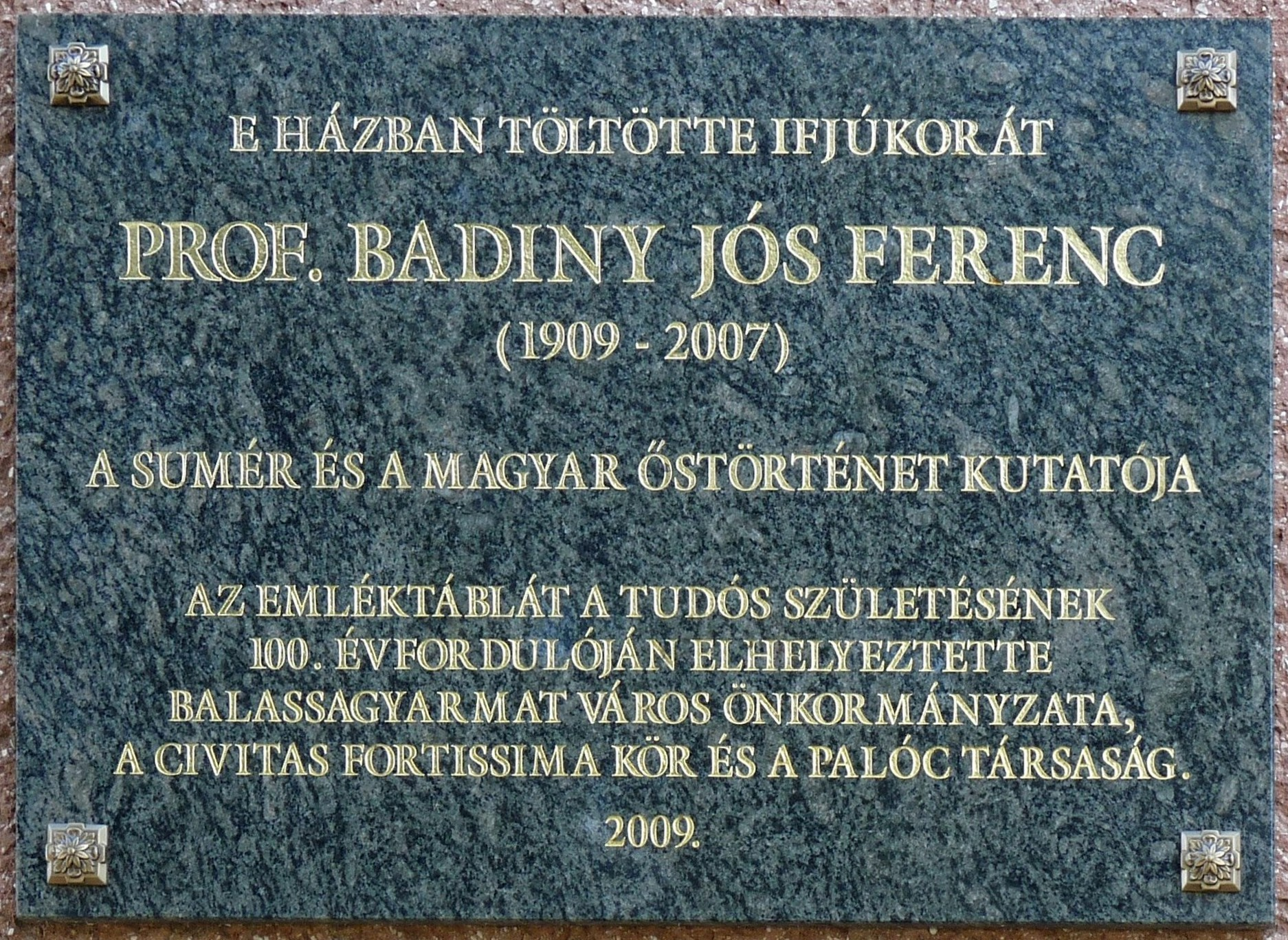
Badiny Jós Ferenc, Szondi utca 1.
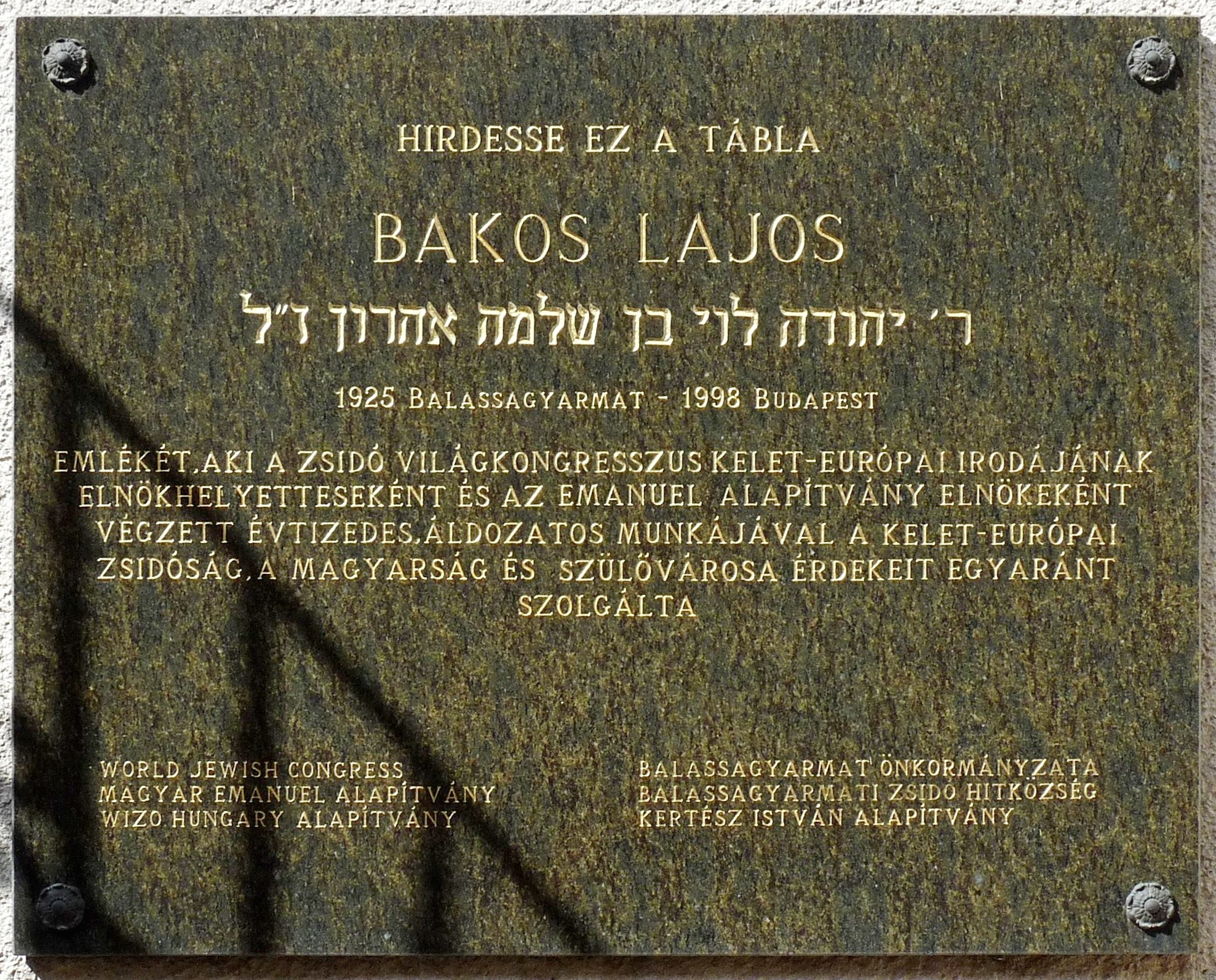
Bakos Lajos, Hunyadi utca 24.
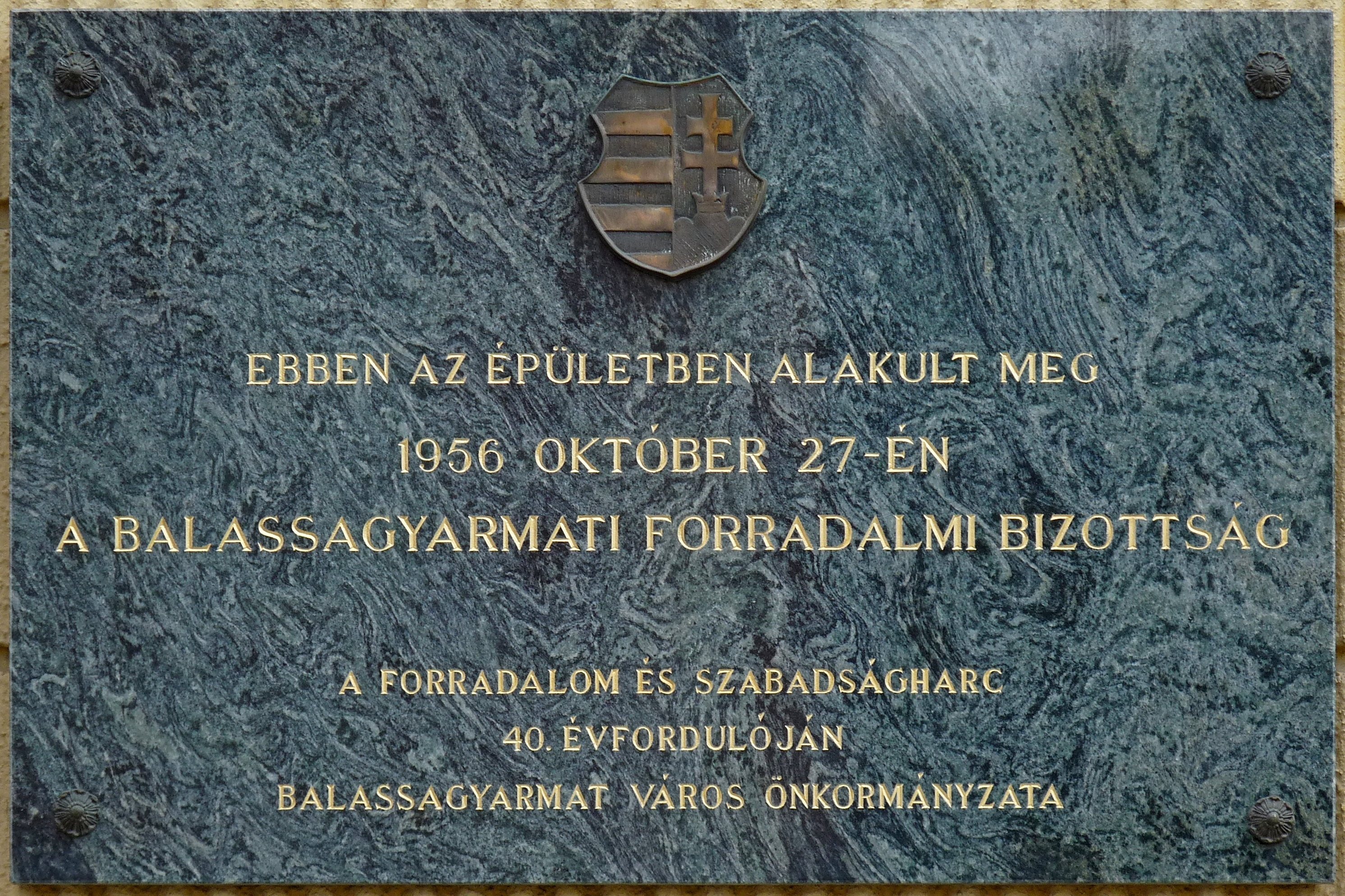
Balassagyarmati Forradalmi Bizottság, Bajcsy-Zsilinszky utca 6.
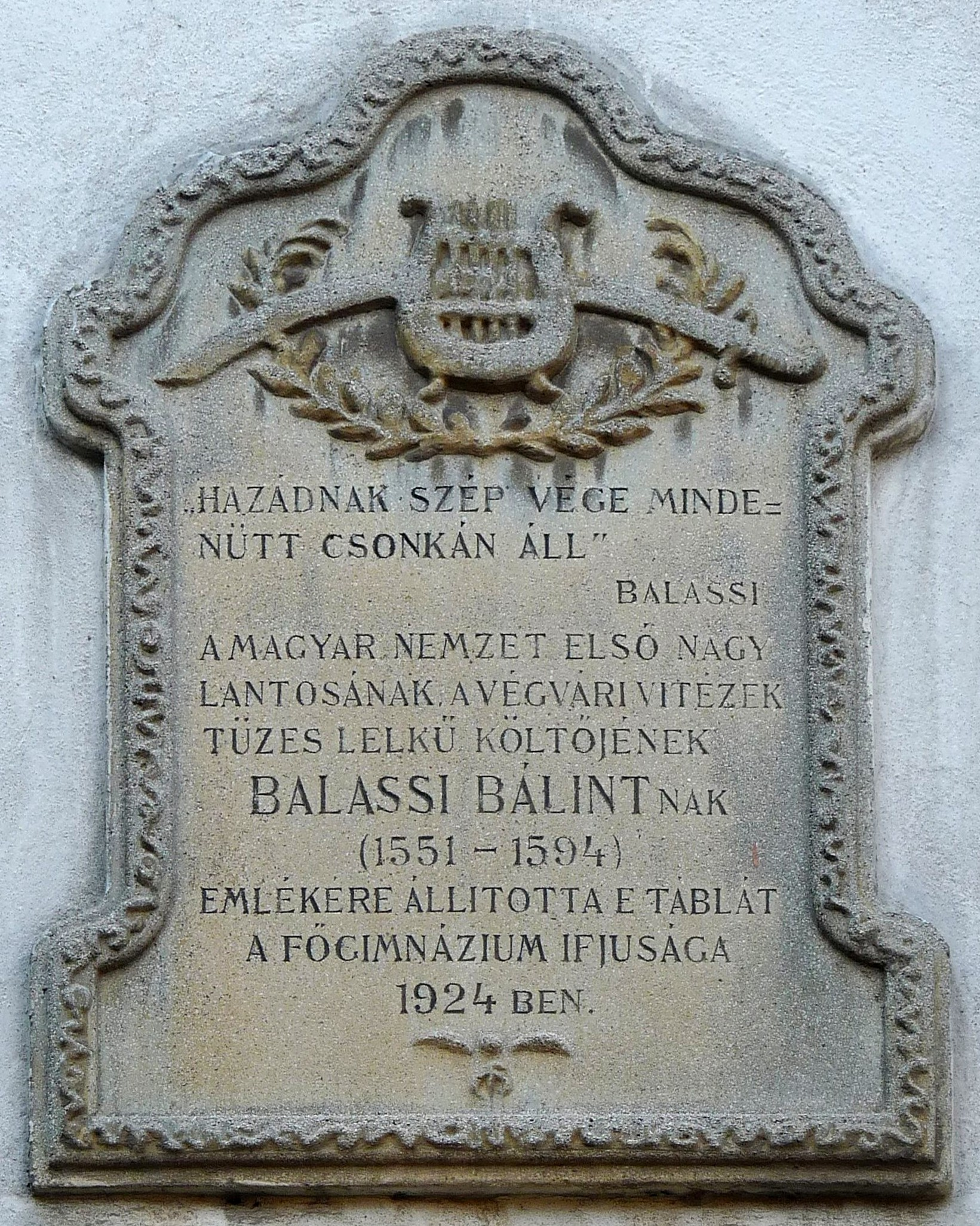
Balassi Bálint, Deák Ferenc utca 17.
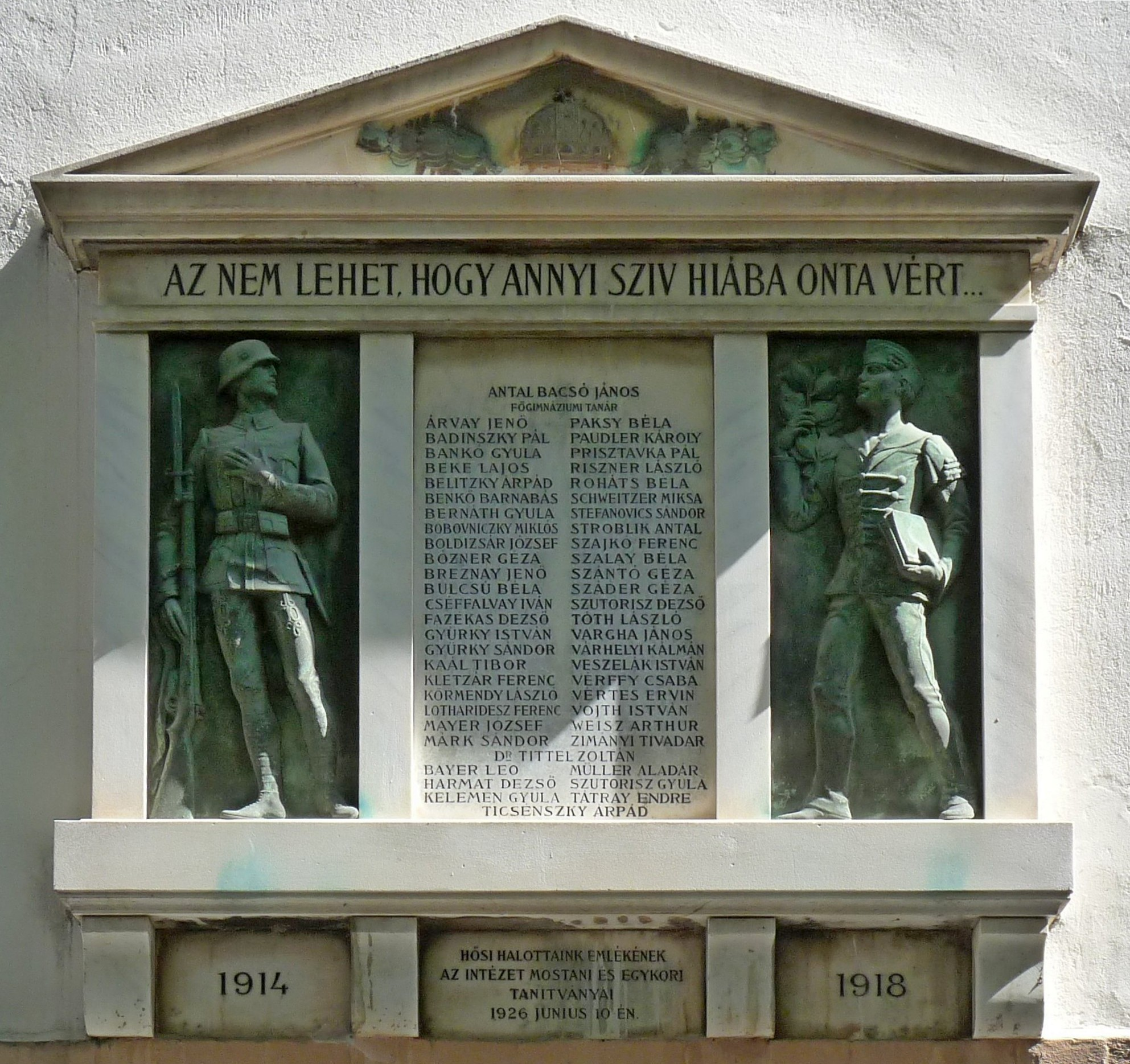
a Balassi Gimnázium 1. világháborús halottai, Deák Ferenc utca 17. alkotó: Branczeiz János
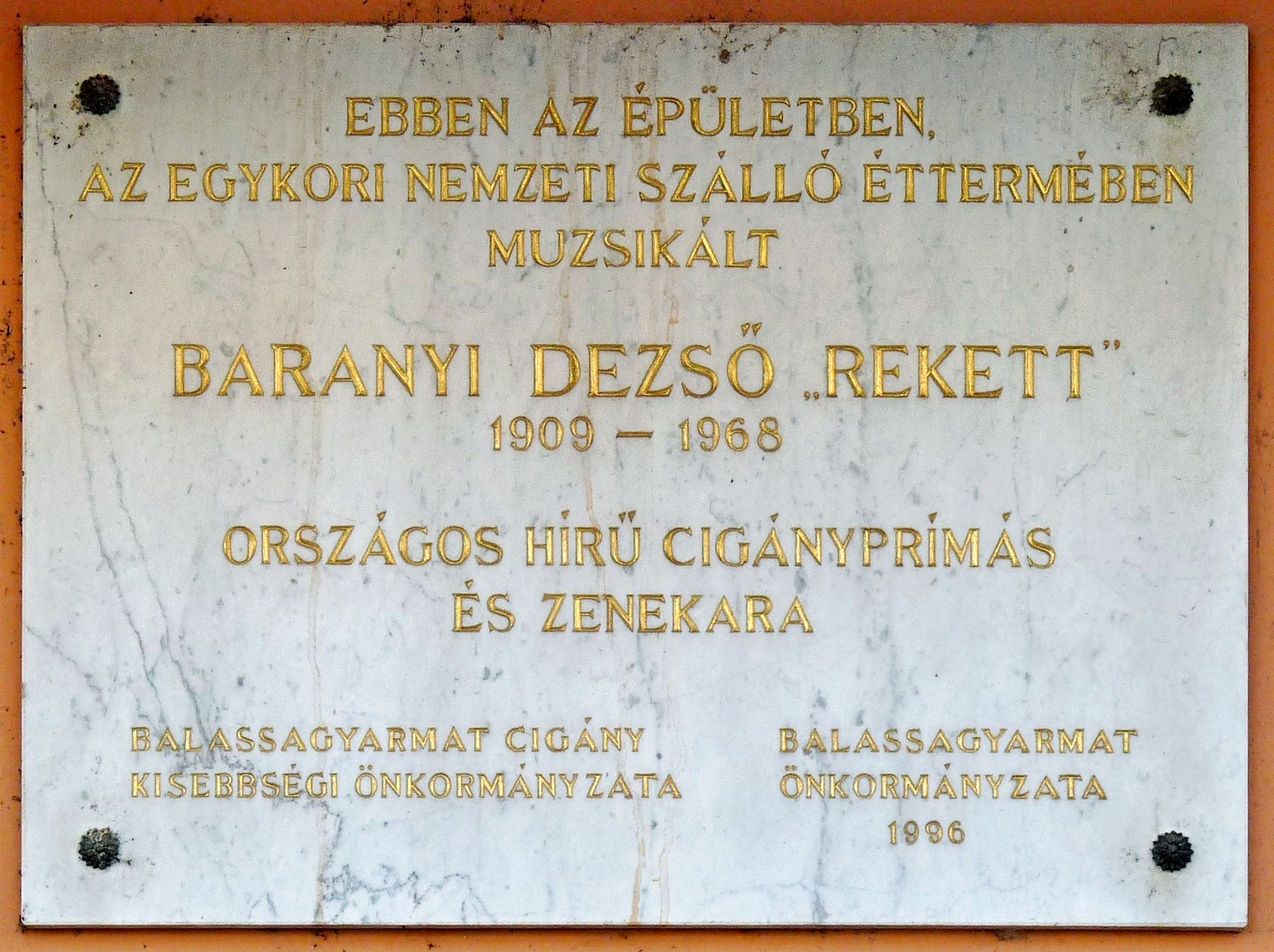
Baranyi Dezső (Rekett), Rákóczi fejedelem út 23.
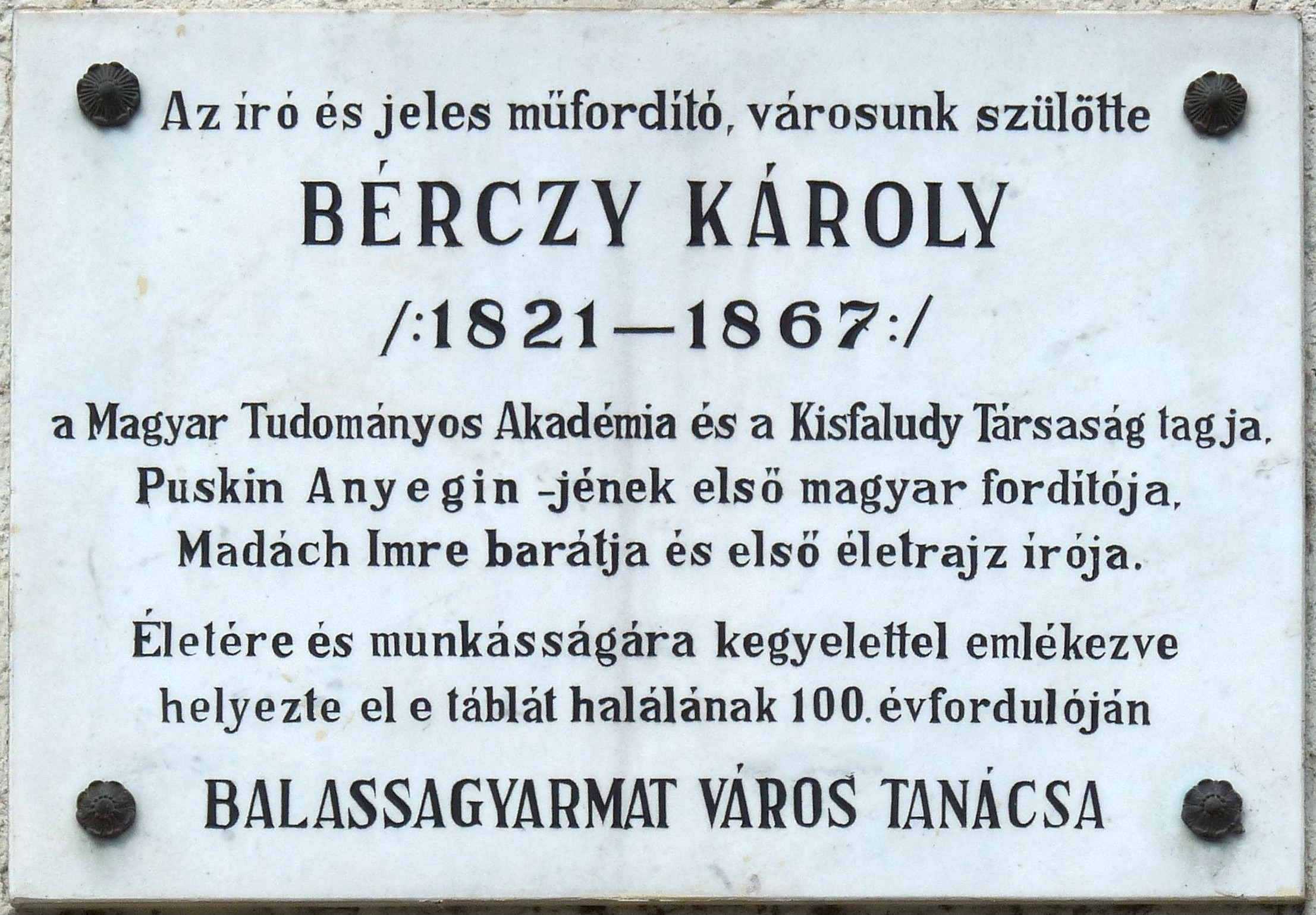
Bérczy Károly, Rákóczi fejedelem út 66.
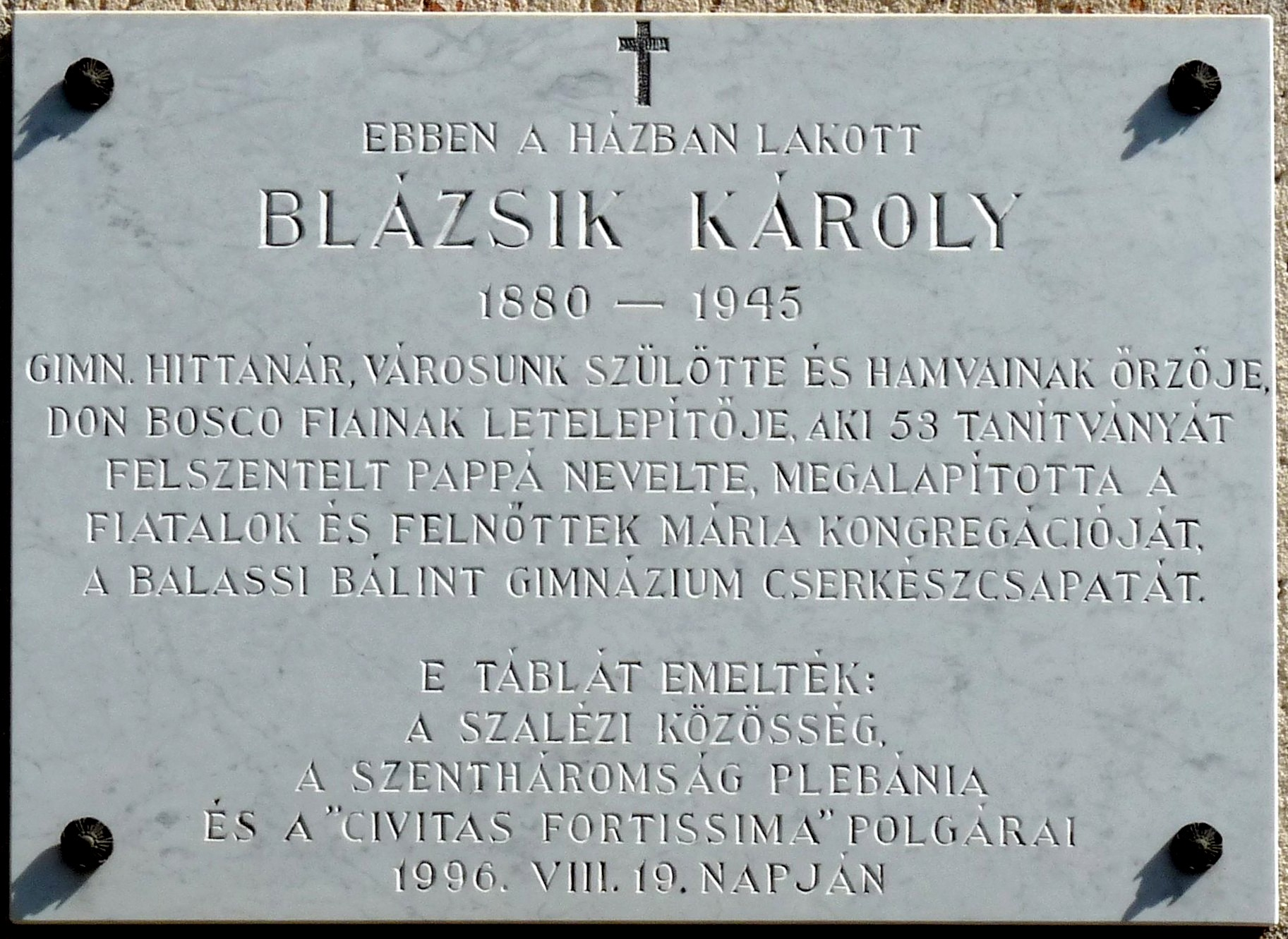
Blázsik Károly, Kossuth Lajos utca 52.
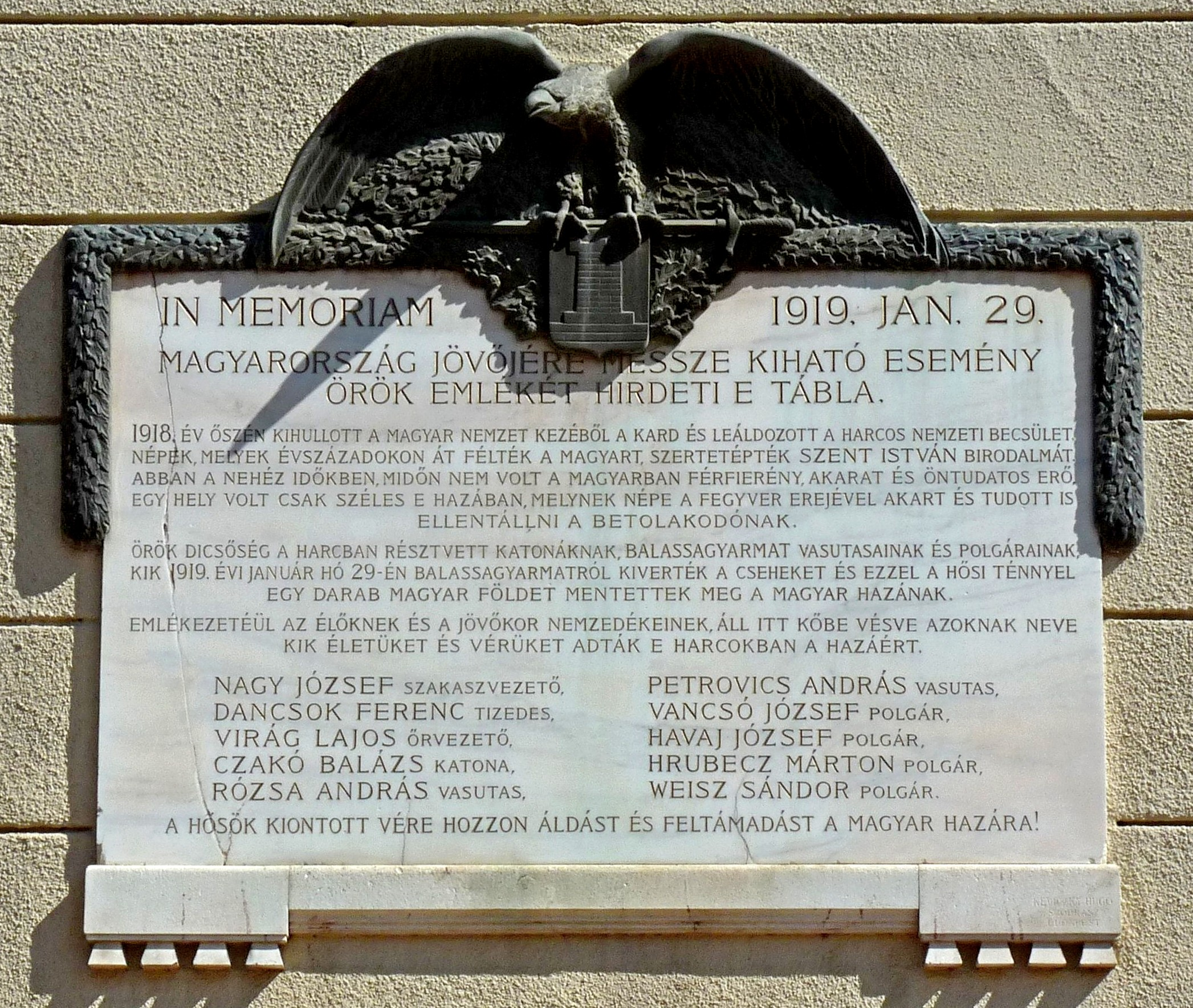
a csehkiverés hősei,[1] Rákóczi fejedelem út 12. alkotó: Keviczky Hugó
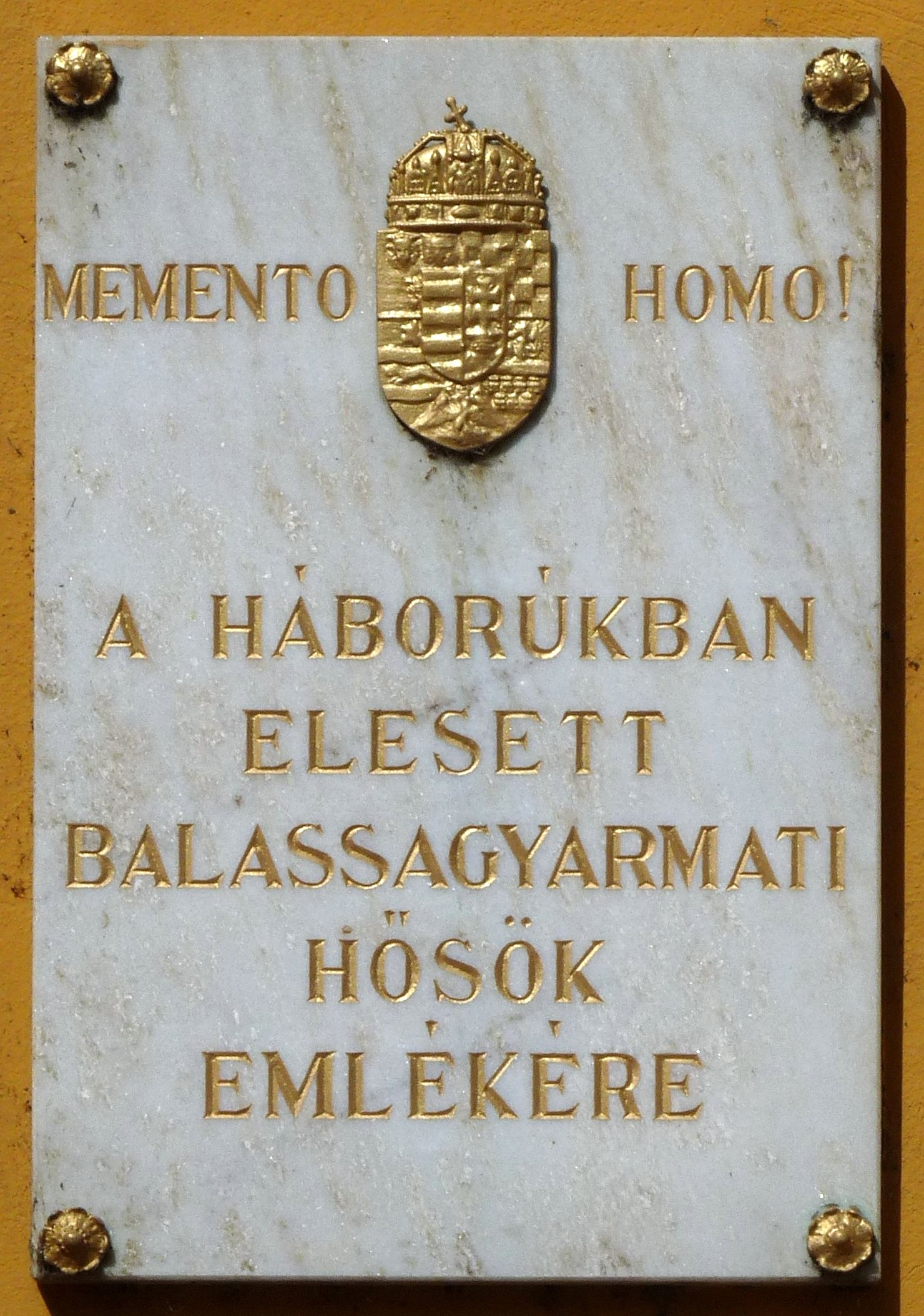
a háborúk helyi hősei, Rákóczi fejedelem út 20.
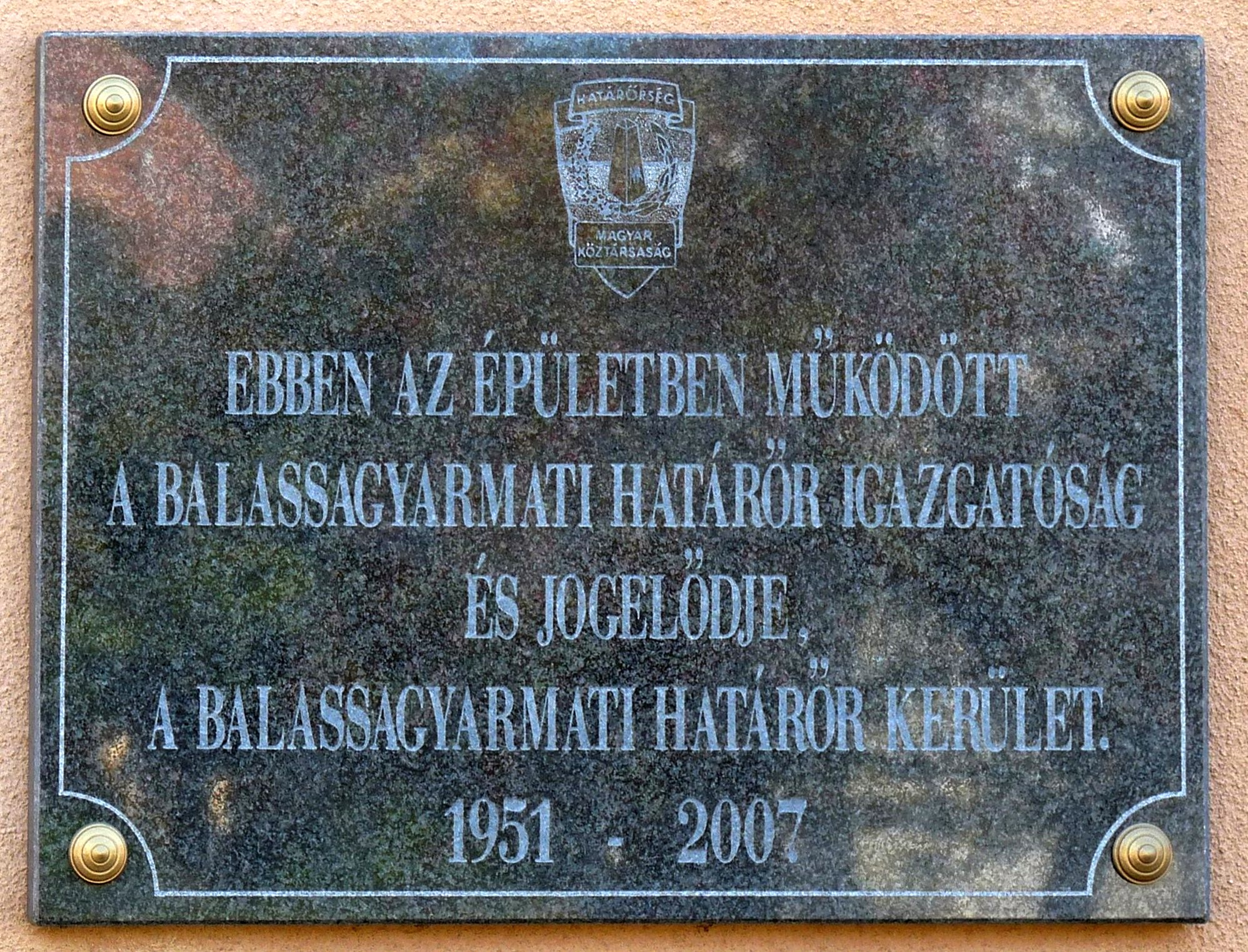
határőr parancsnokság, Bajcsy-Zsilinszky utca 18.
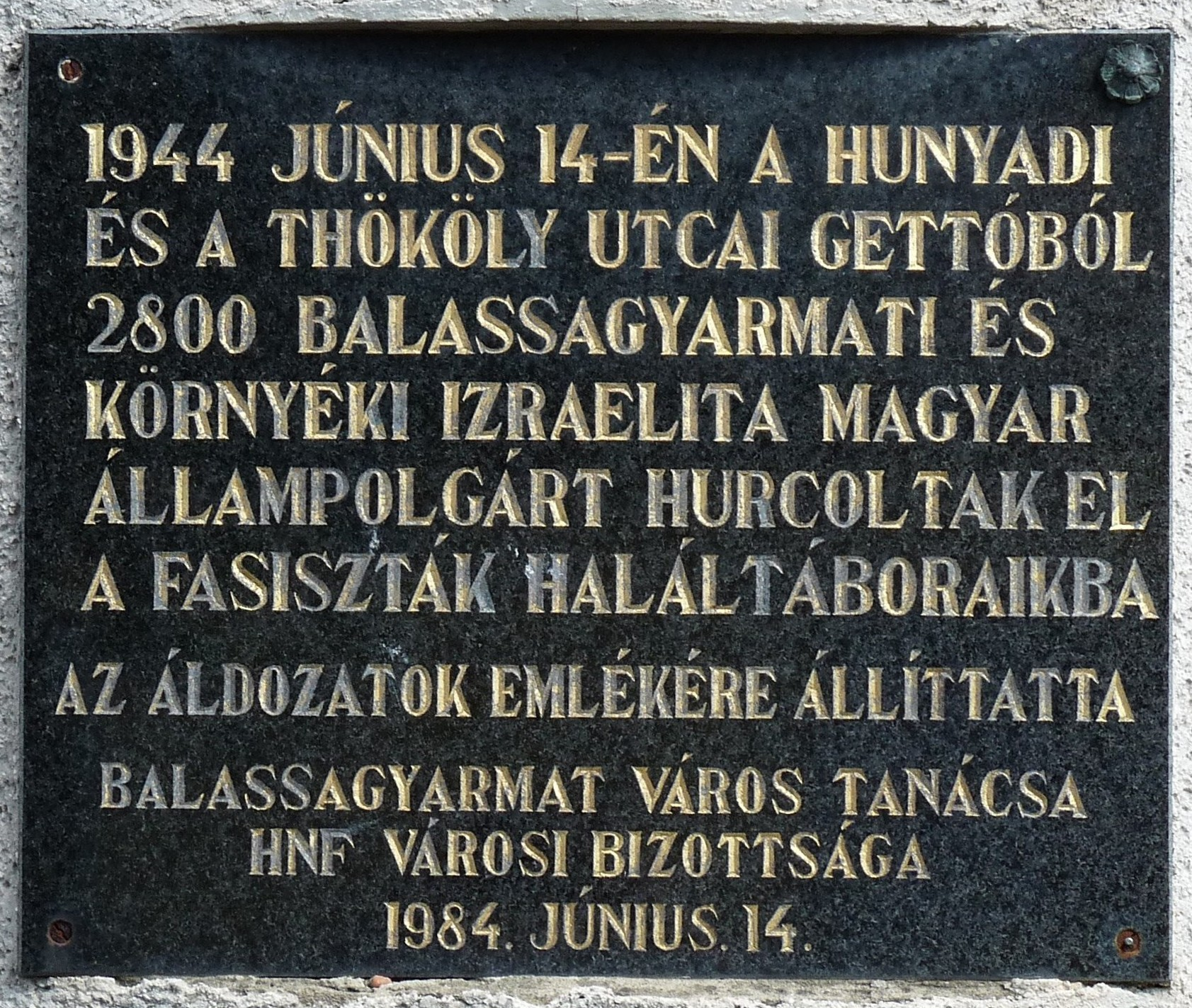
a holokauszt helyi áldozatai, Hunyadi utca 24.
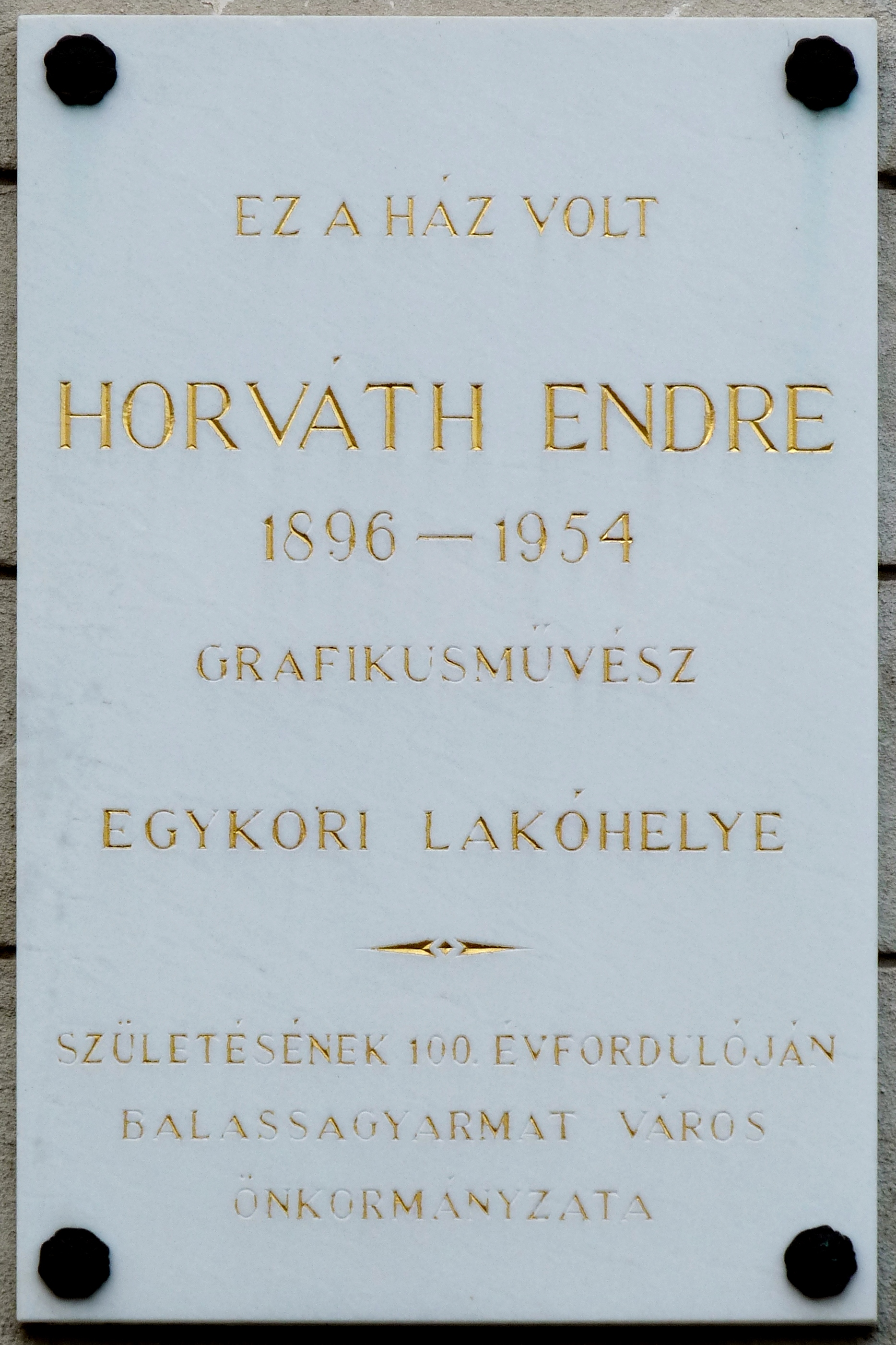
Horváth Endre, Ady Endre út 8.
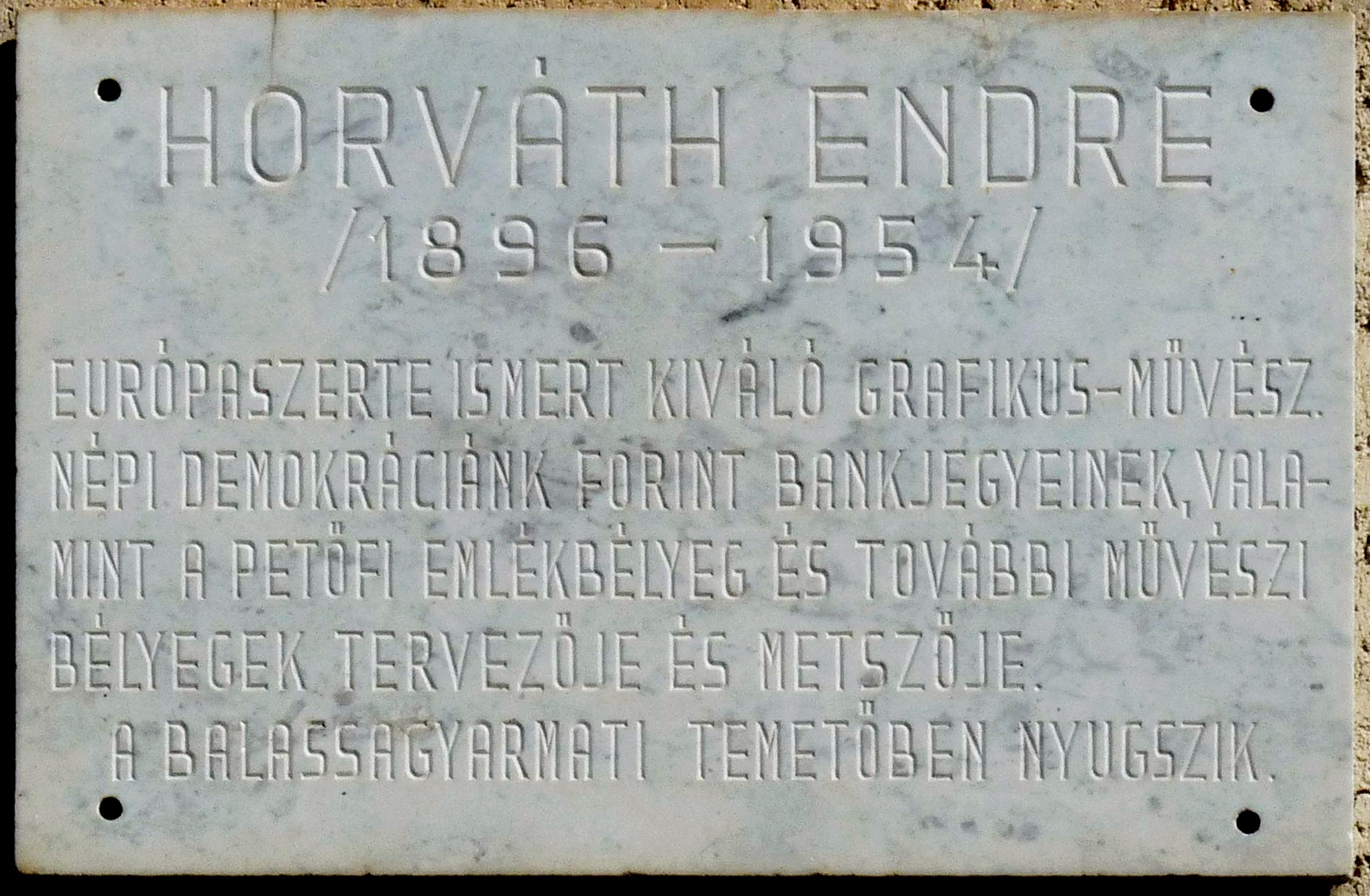
Horváth Endre, Horváth Endre utca 1.
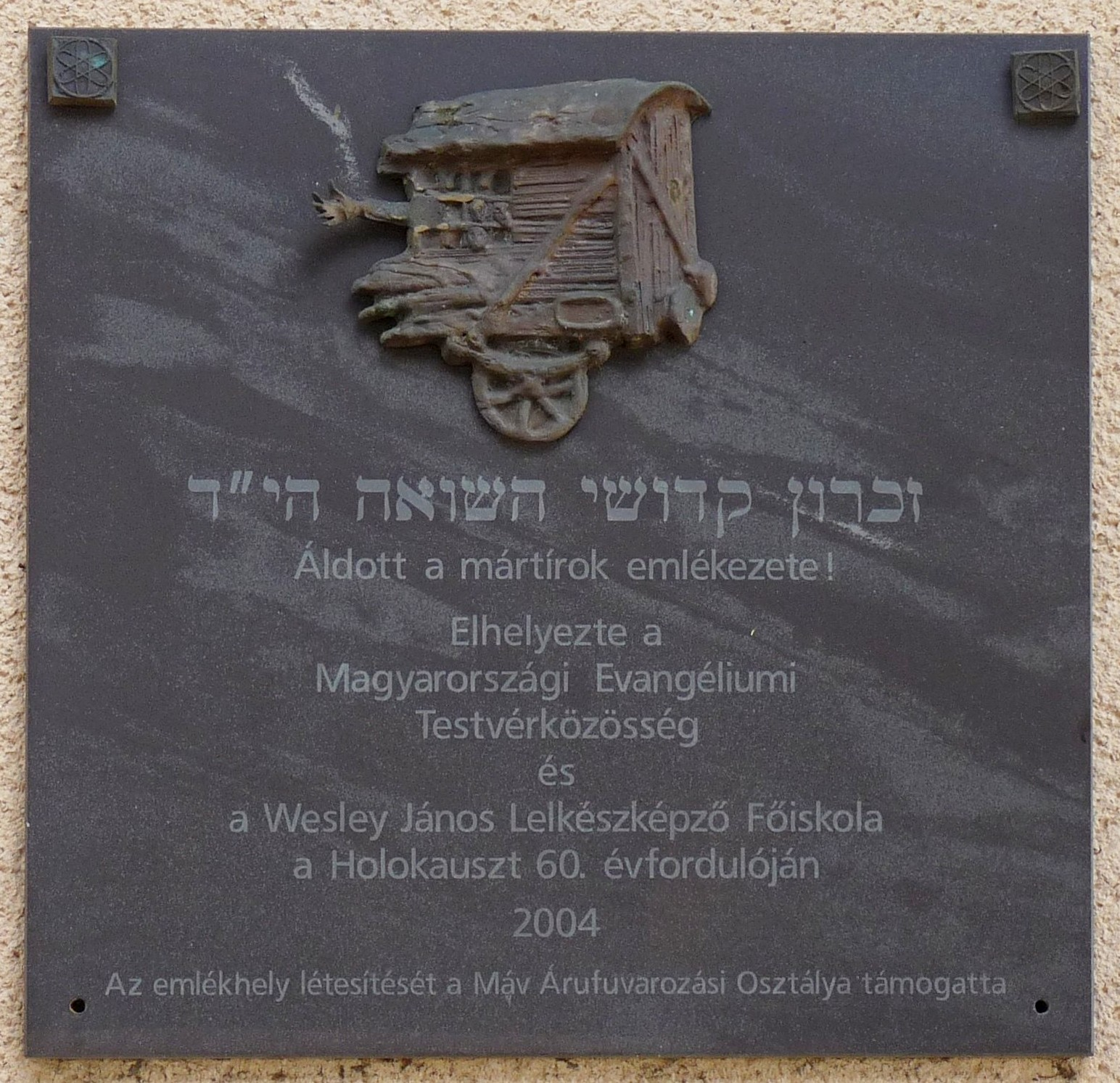
zsidó mártírok Benczúr Gyula utca 1/a. alkotó: Sebestyén Sándor
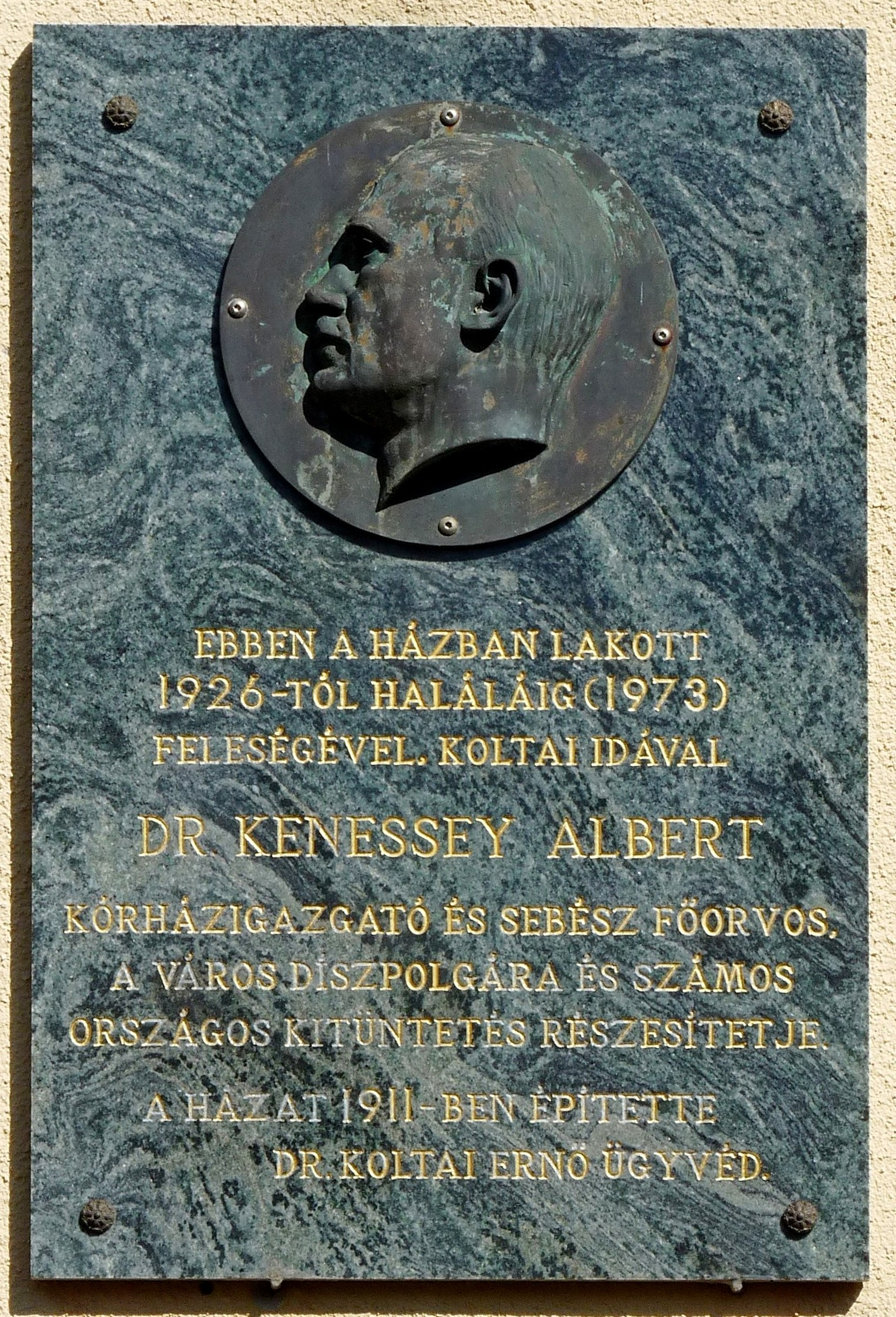
Kenessey Albert, József Attila utca 6.
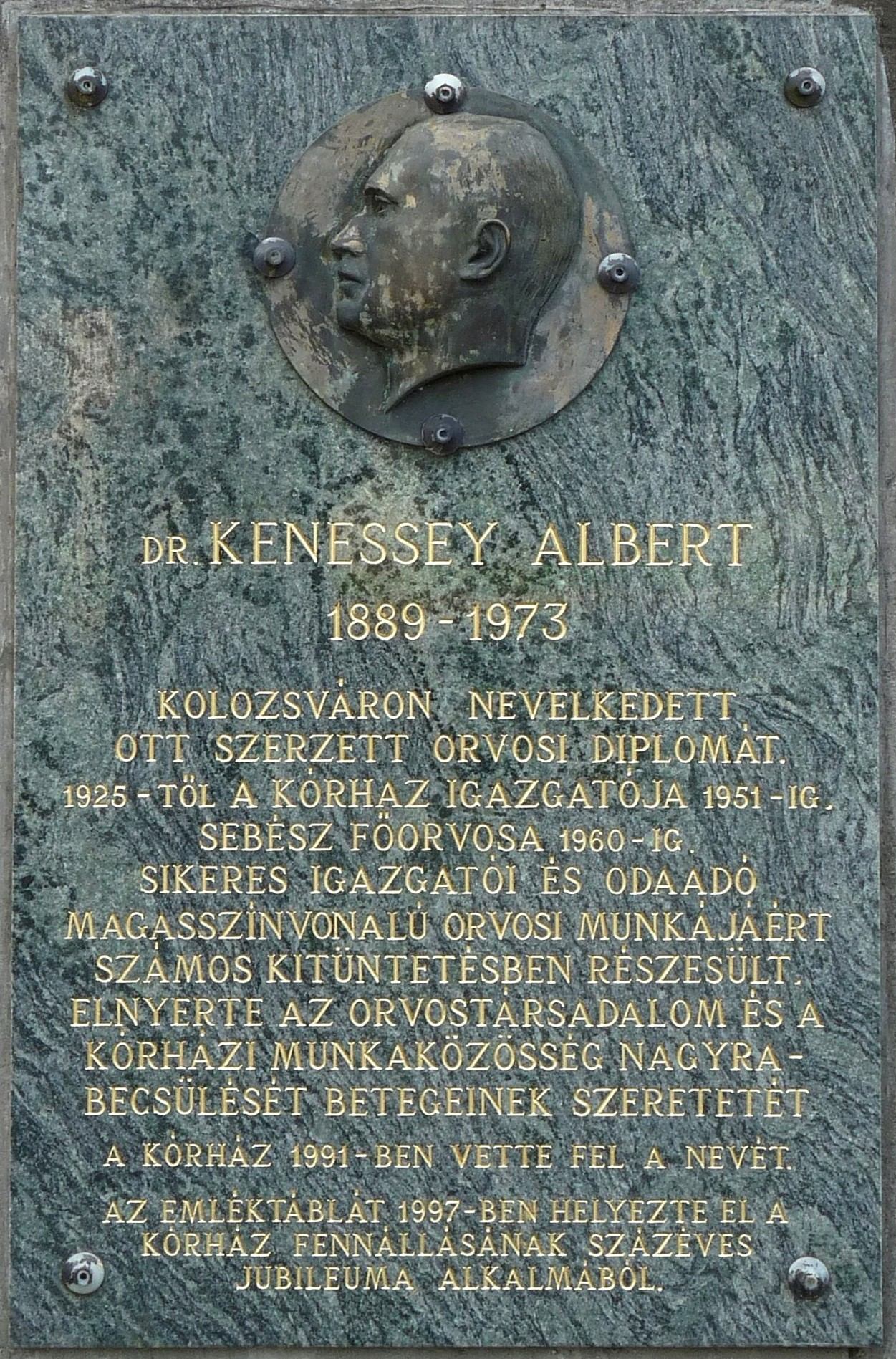
Kenessey Albert, Rákóczi fejedelem út 125.
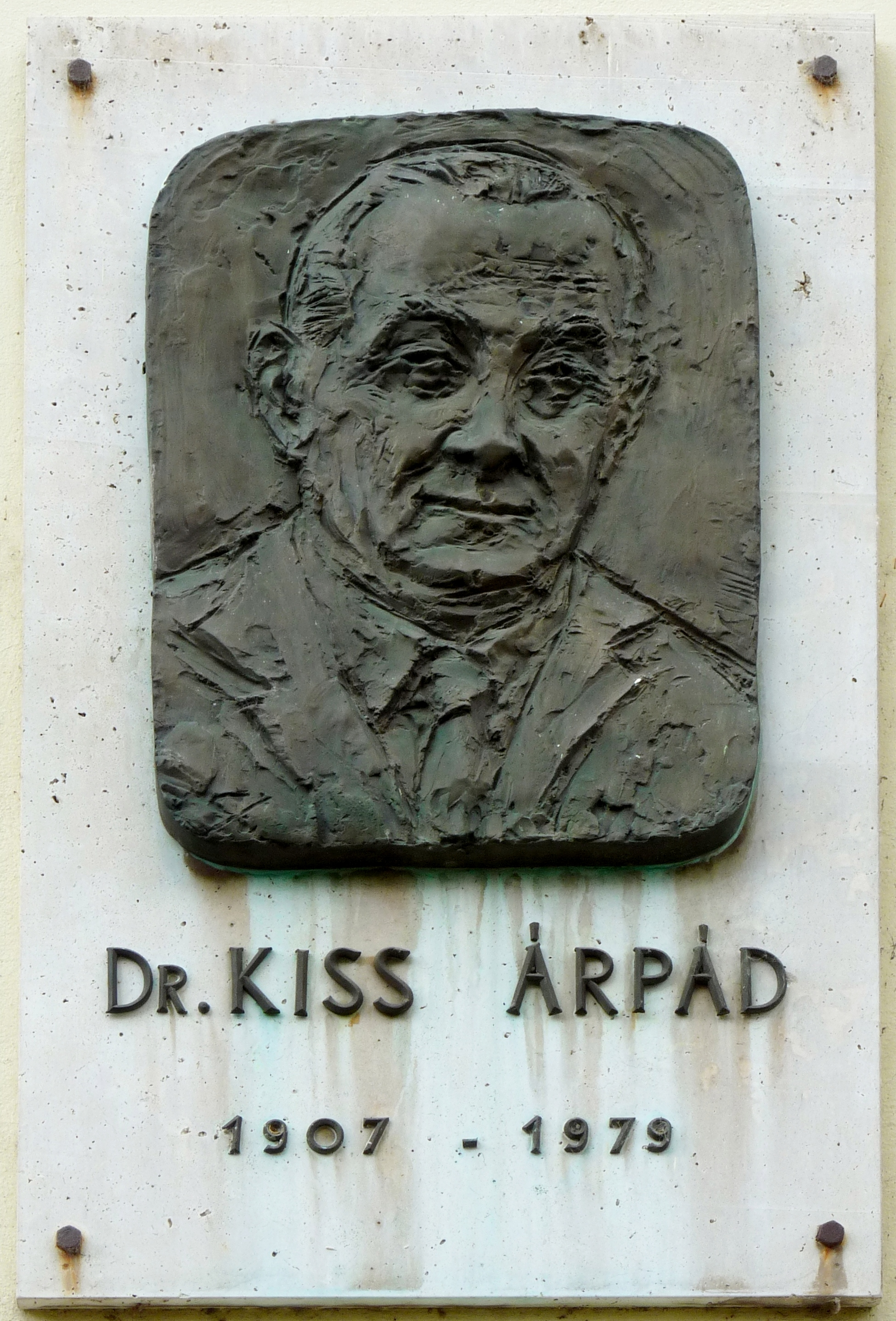
Kiss Árpád, Bajcsy-Zsilinszky utca 7. alkotó: Szederkényi Attila
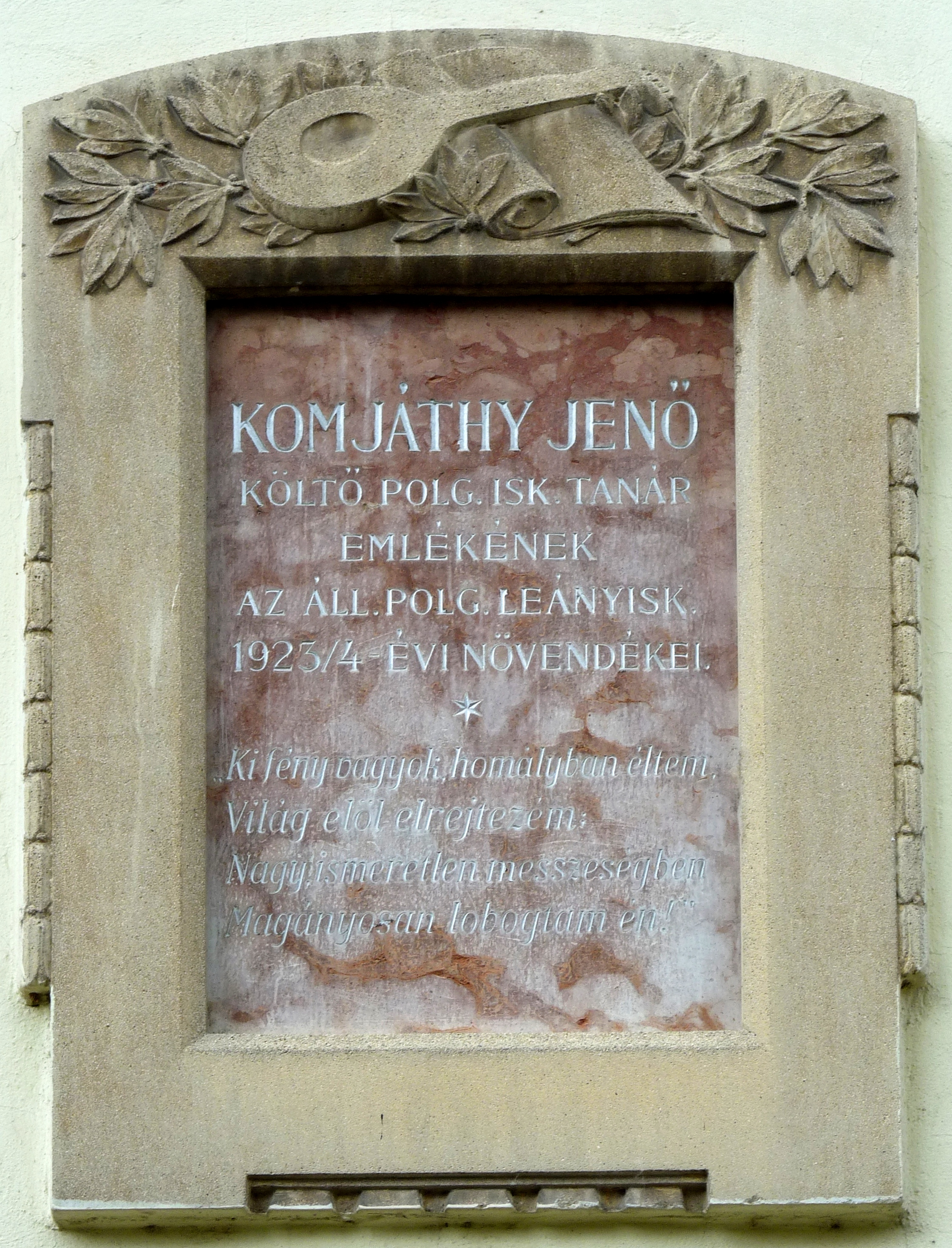
Komjáthy Jenő, Bajcsy-Zsilinszky utca 7. alkotó: Keviczky Hugó
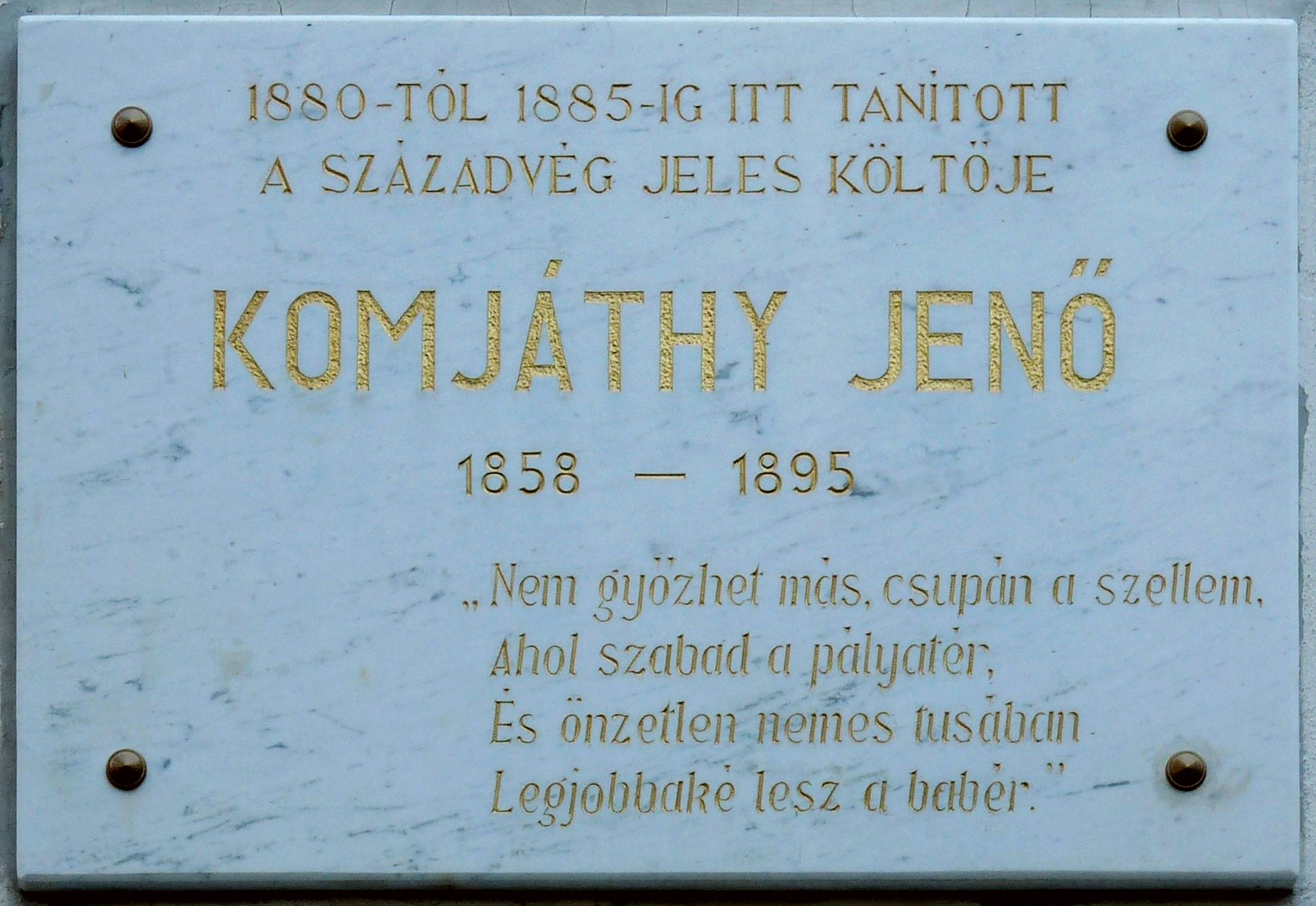
Komjáthy Jenő, Deák Ferenc utca 17.
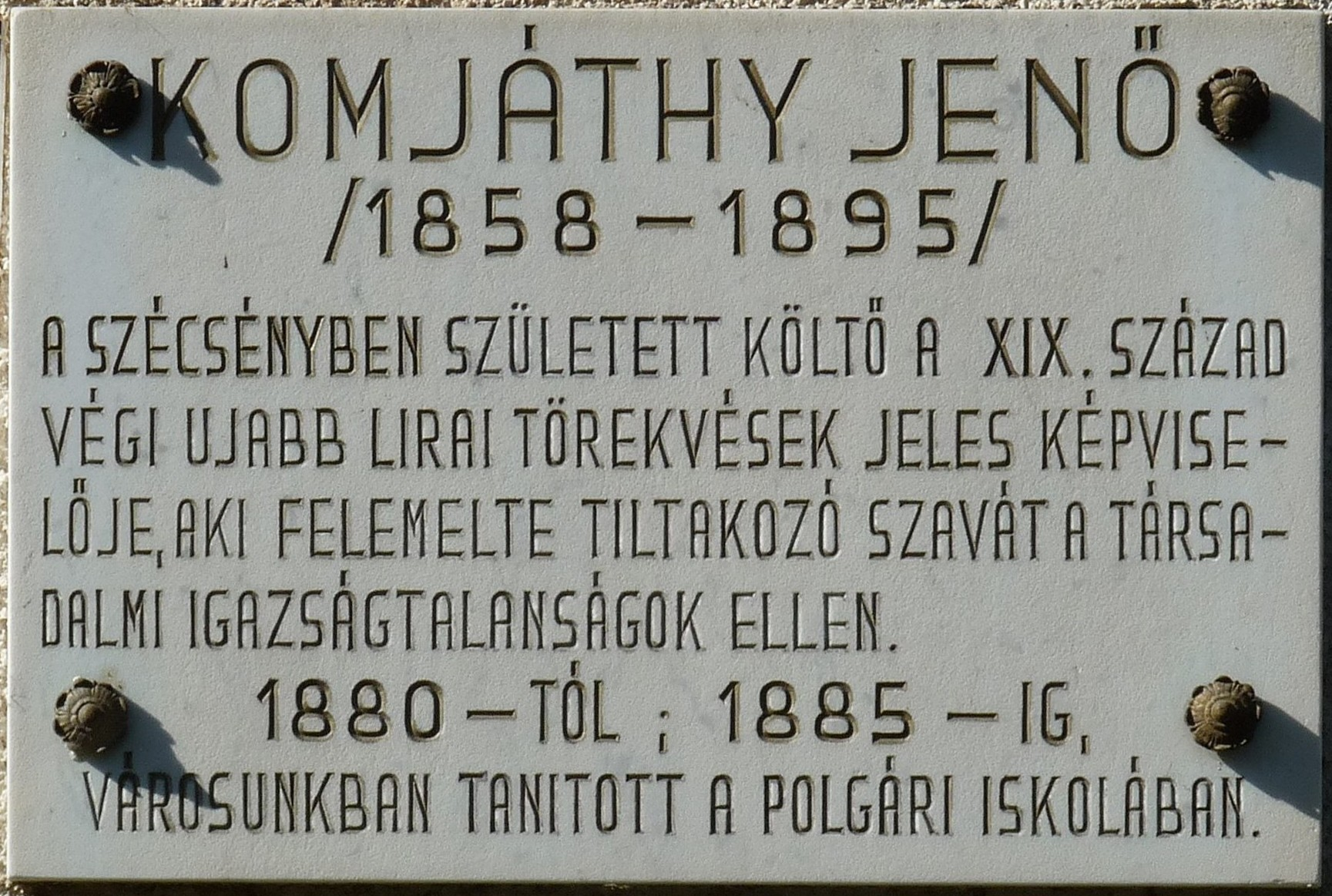
Komjáthy Jenő, Komjáthy utca 5.
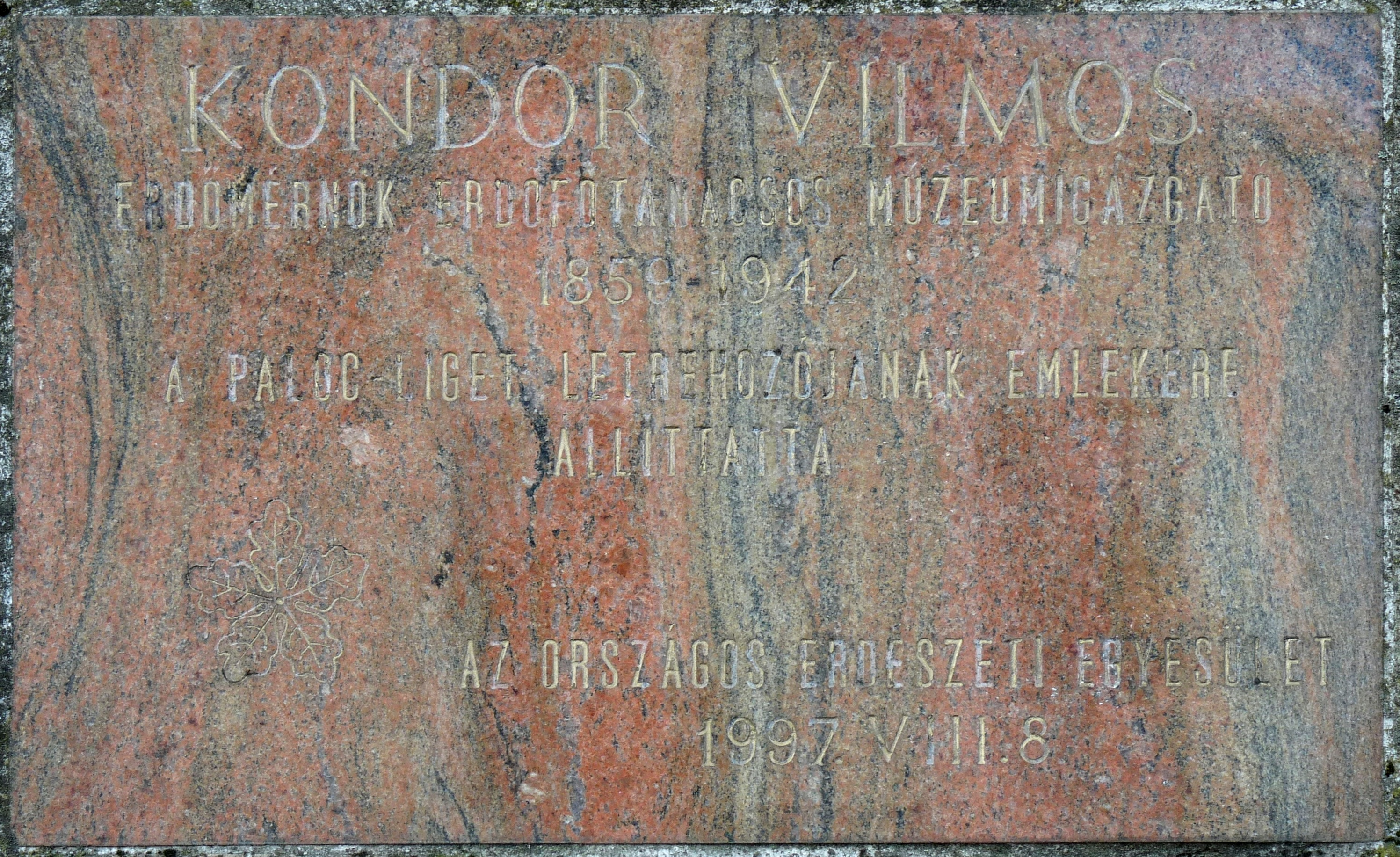
Kondor Vilmos, Palóc liget
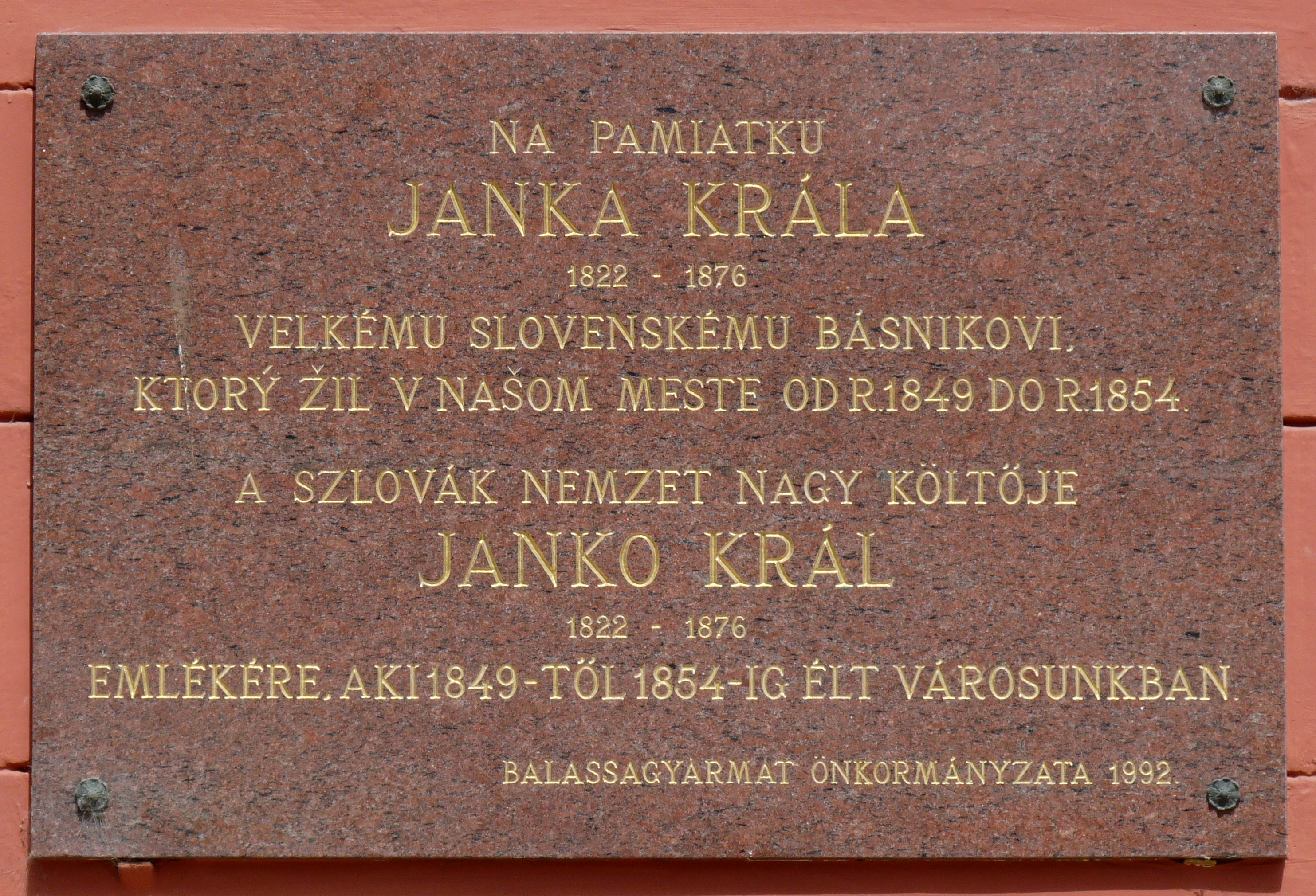
Janko Kráľ, Civitas Fortissima tér 2.
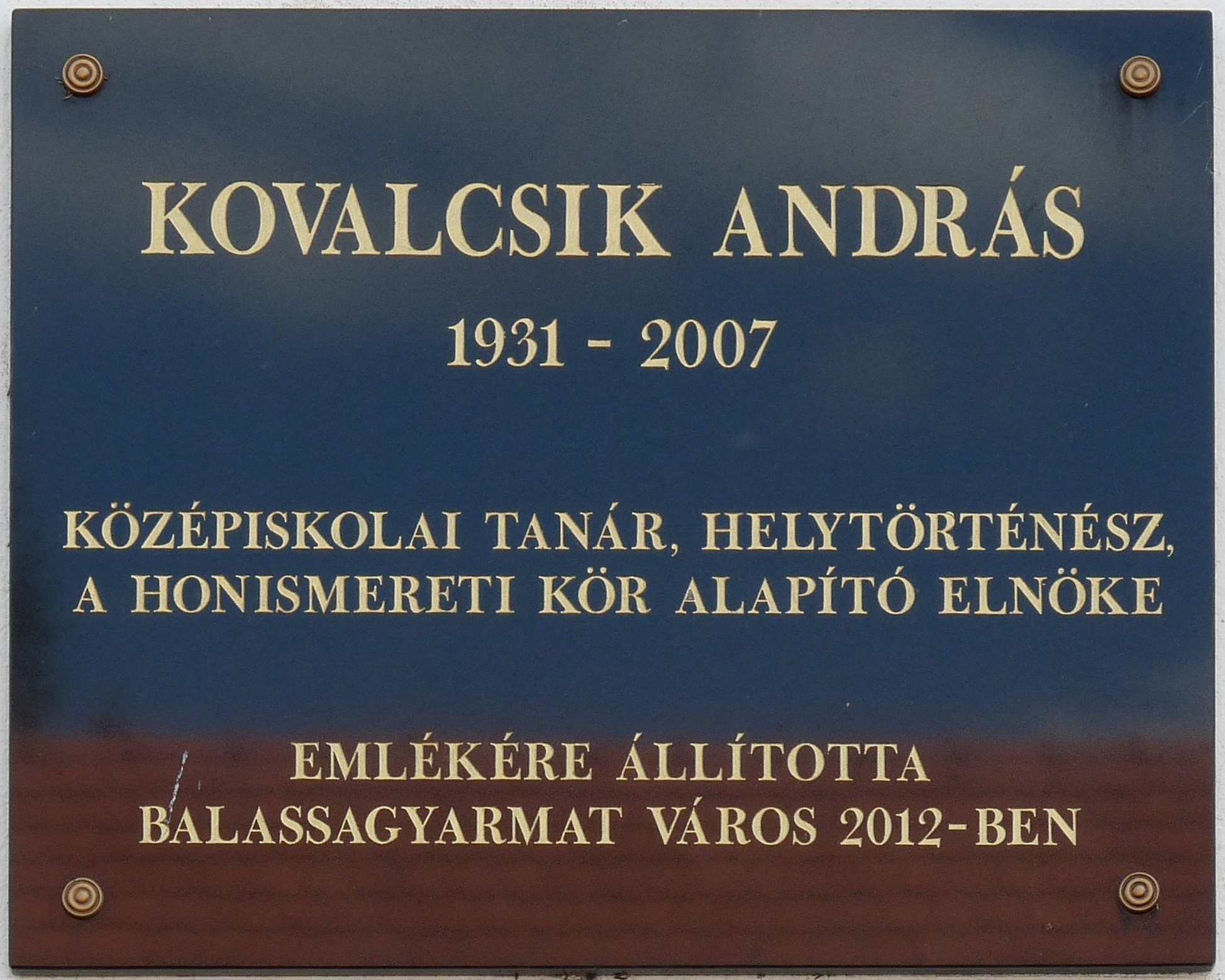
Kovalcsik András, Rákóczi fejedelem út 107.
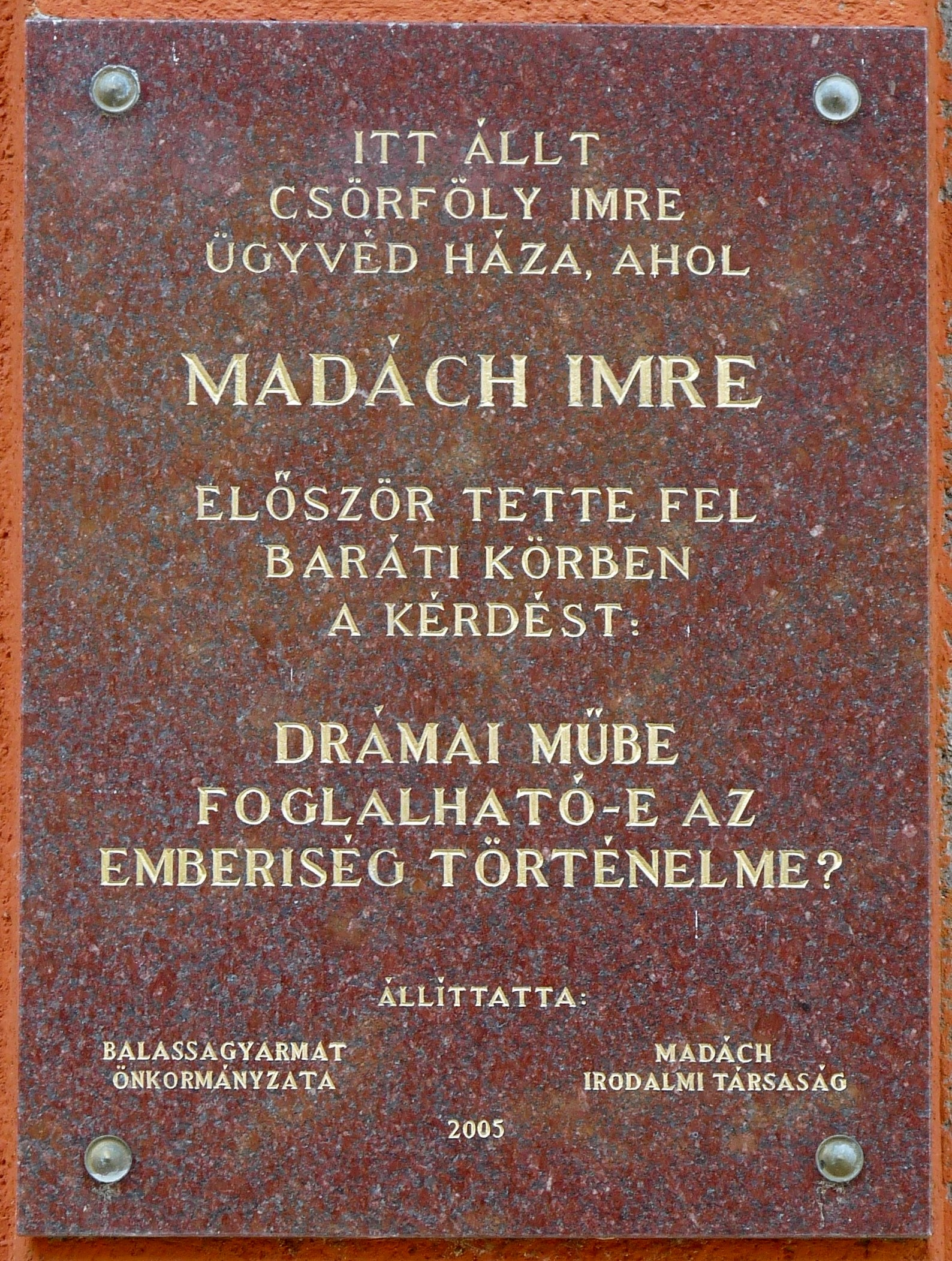
Madách Imre, Bercsényi utca 8.
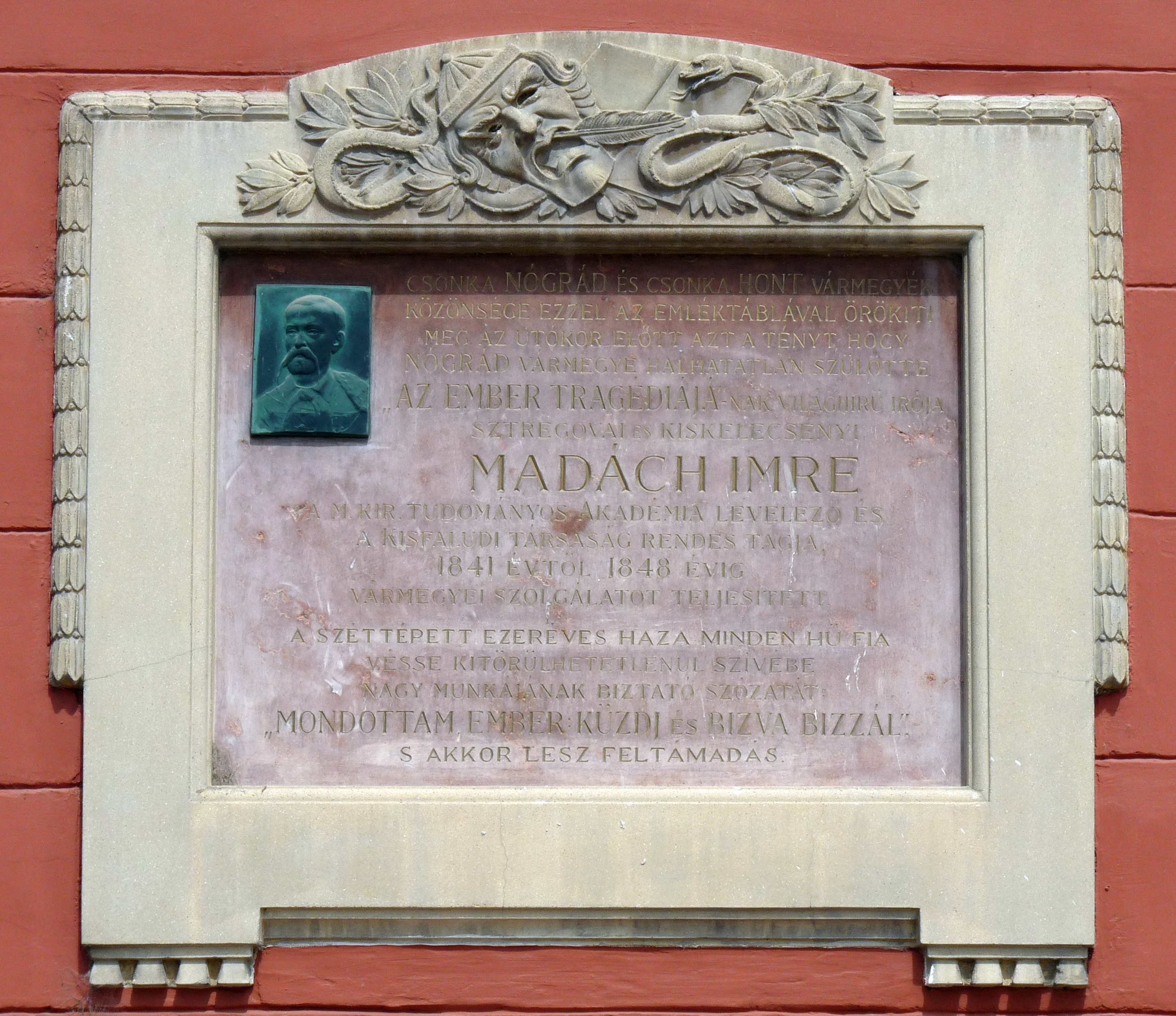
Madách Imre, Civitas Fortissima tér 2. alkotó: Keviczky Hugó
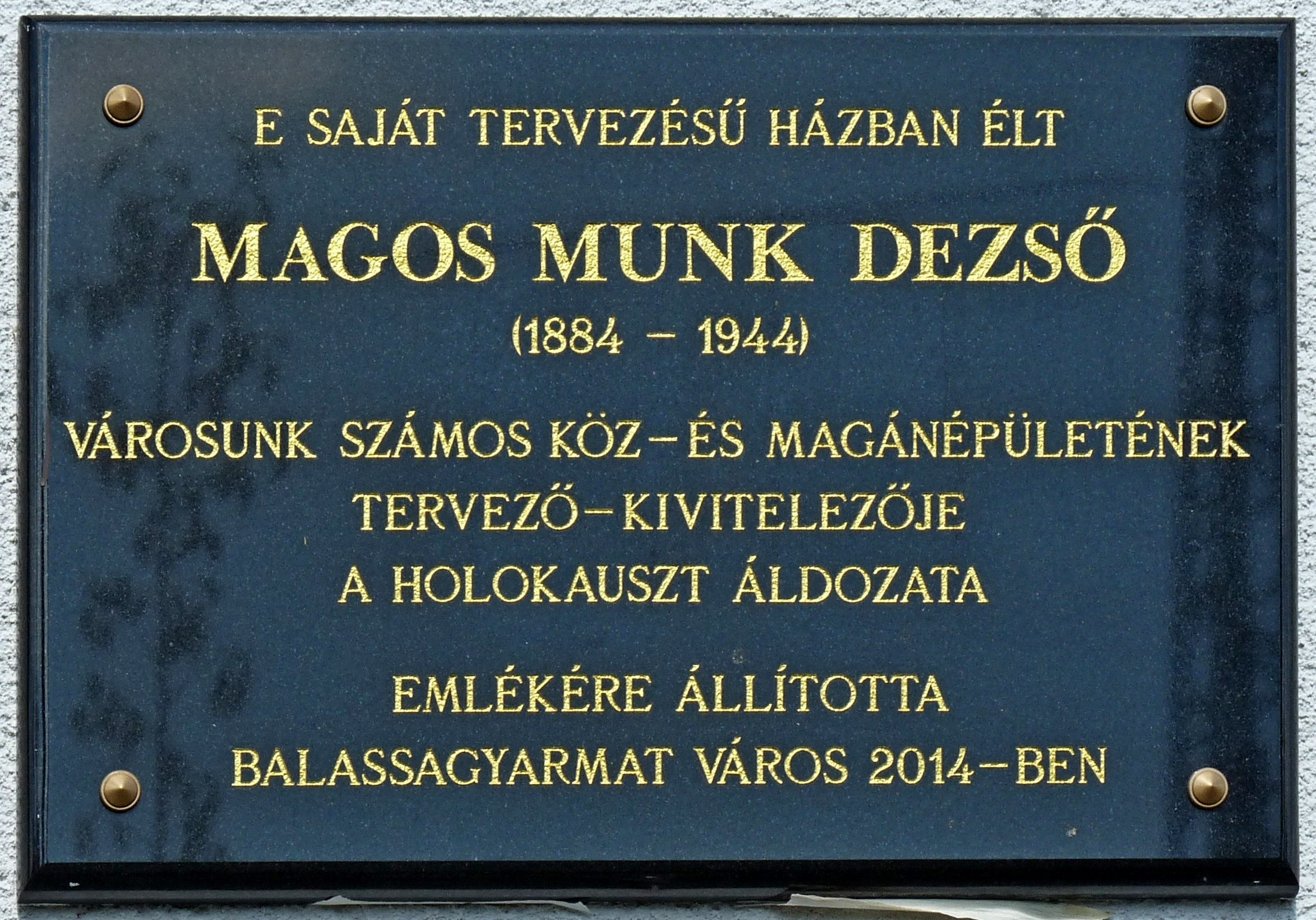
Magos Dezső, Szent Imre utca 10.
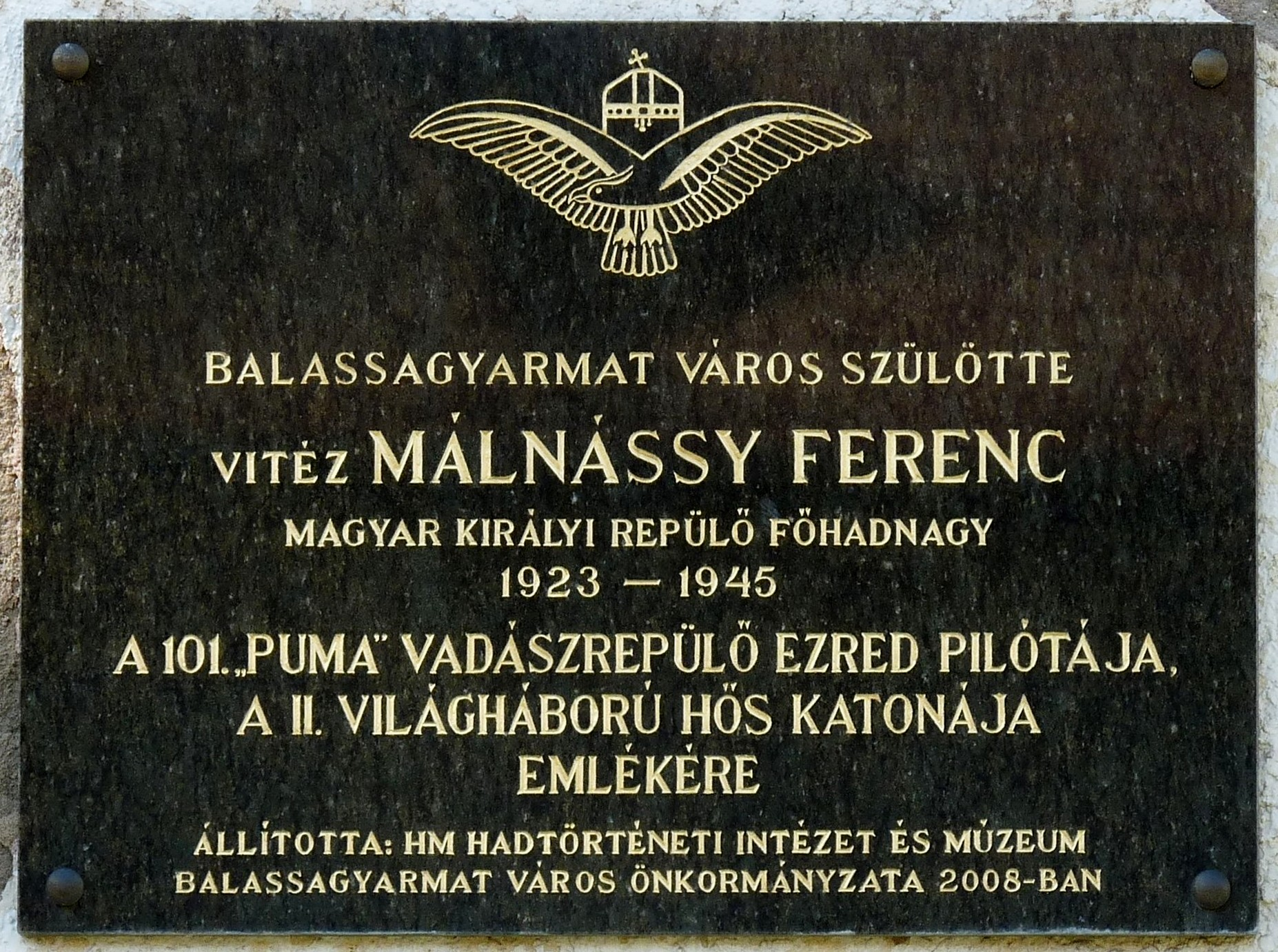
Málnássy Ferenc, Bajcsy-Zsilinszky utca 9.
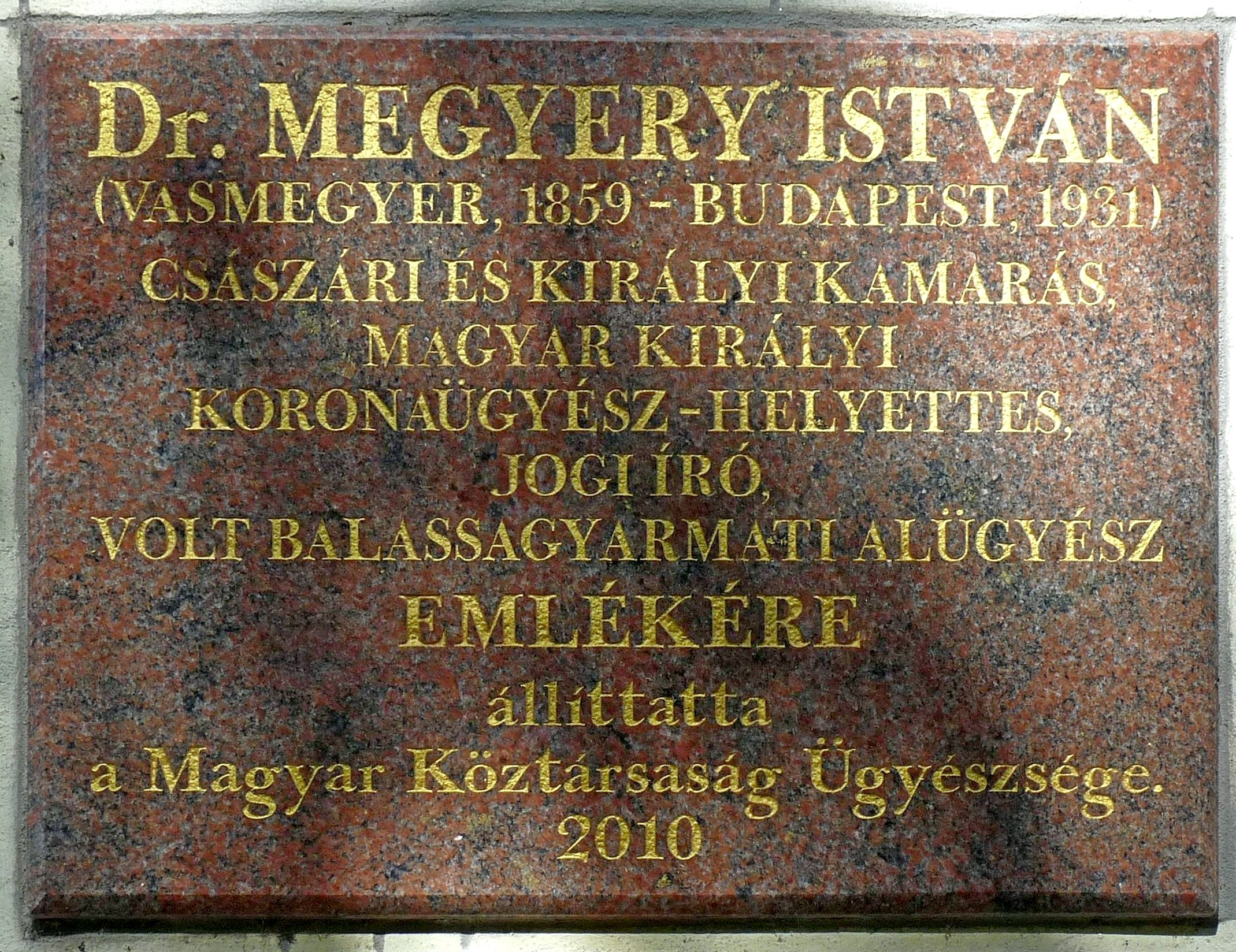
Megyery István, Civitas Fortissima tér 4.
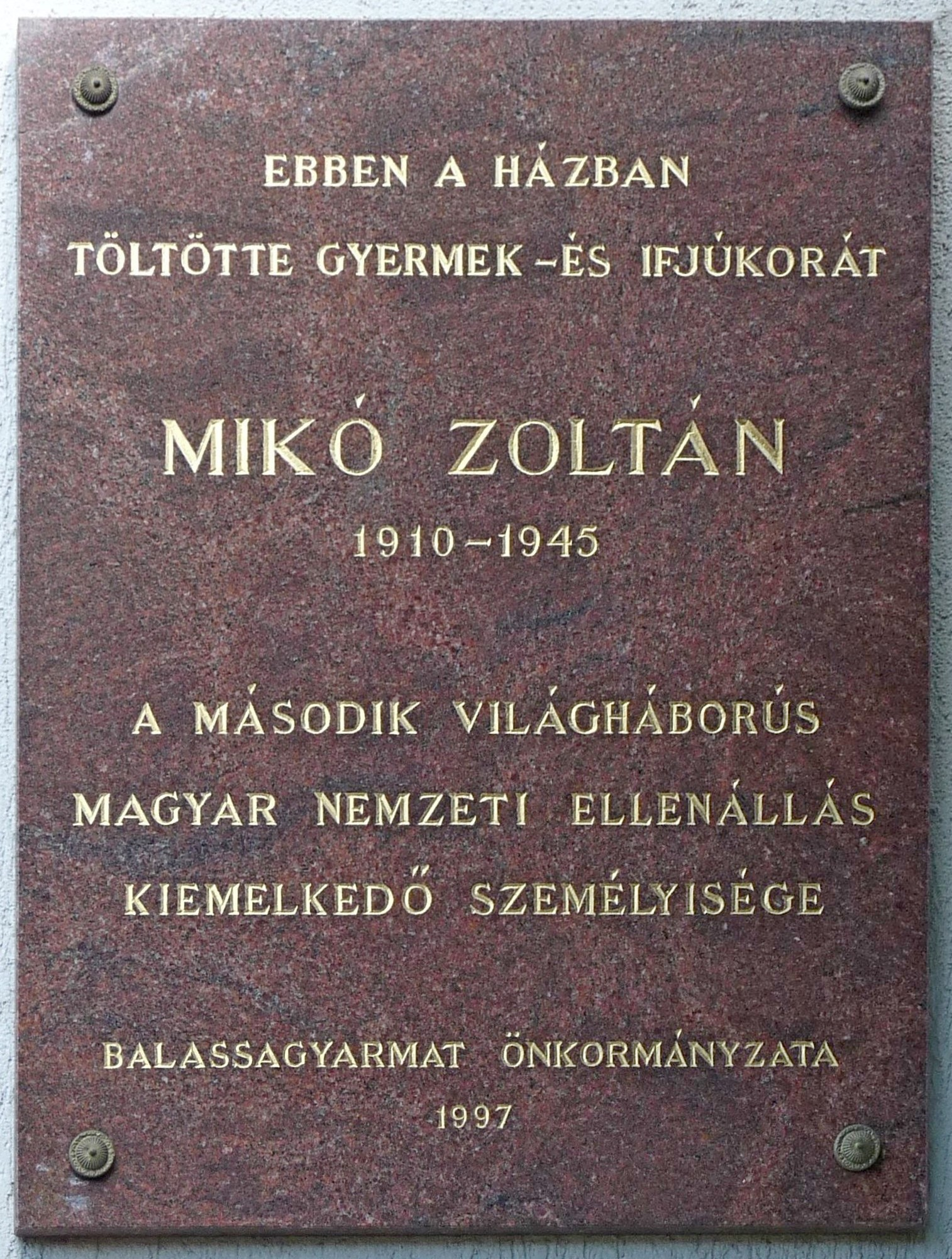
Mikó Zoltán, Ady Endre út 37.
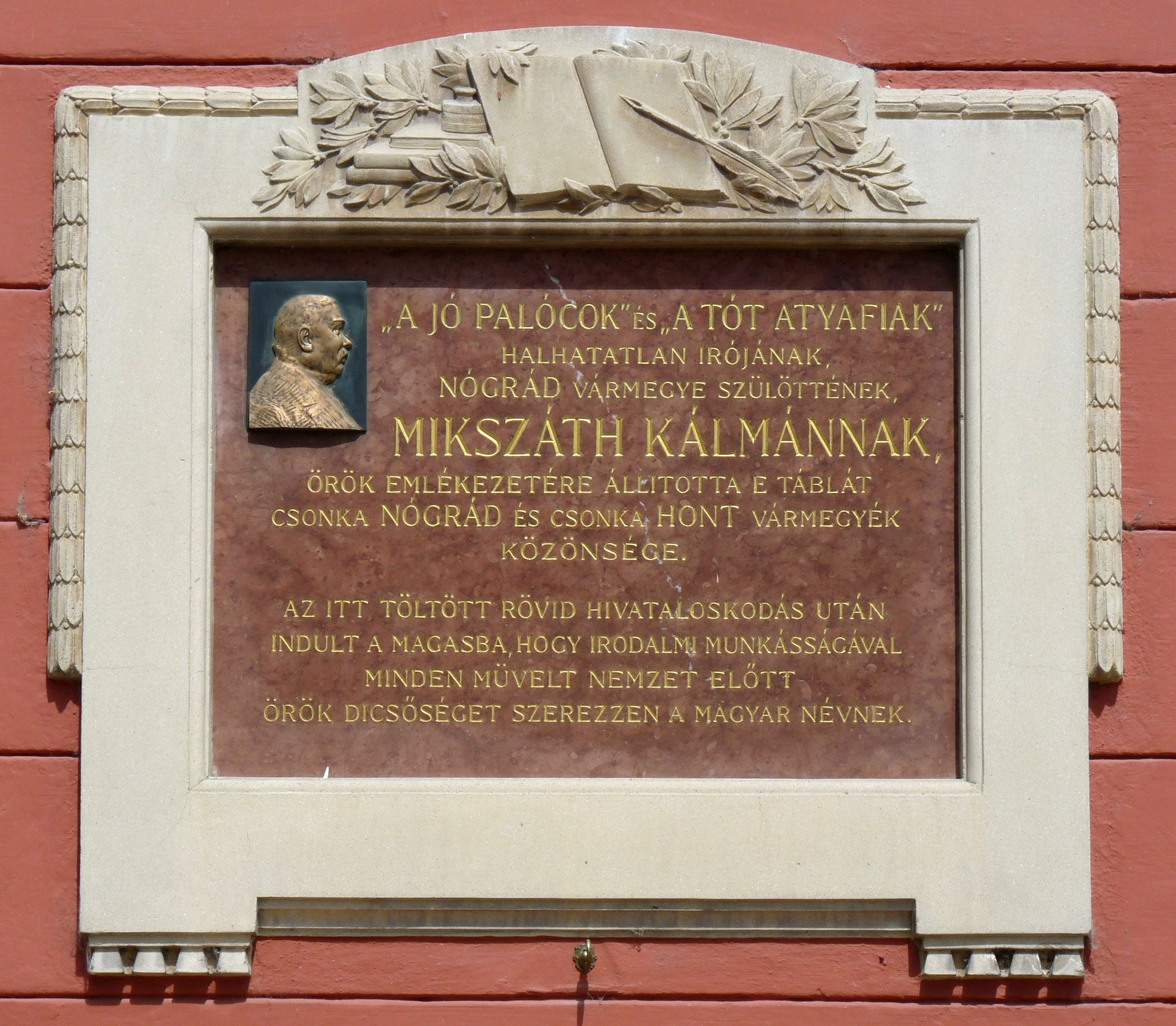
Mikszáth Kálmán, Civitas Fortissima tér 2. alkotó: Keviczky Hugó
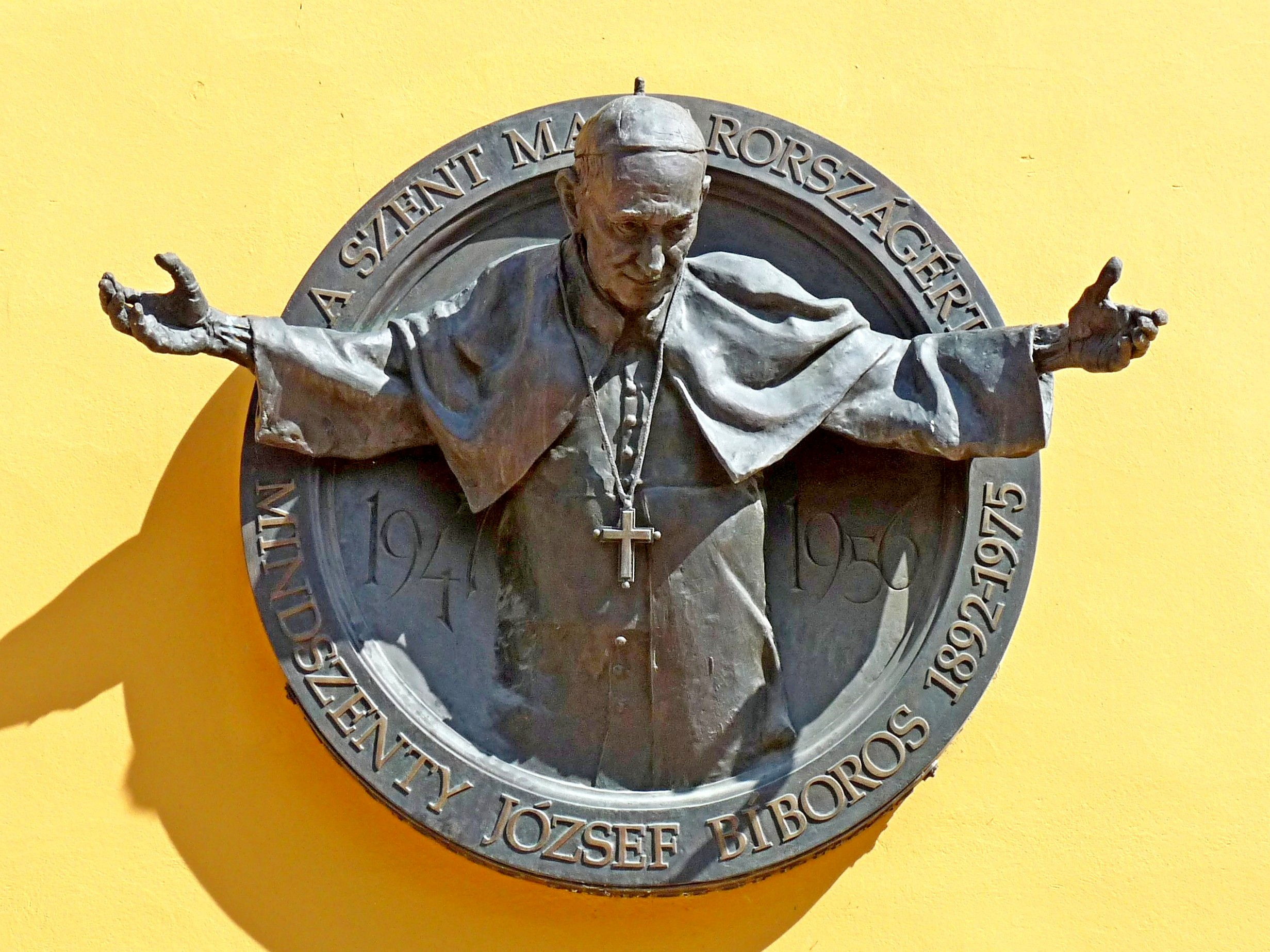
Mindszenty József, Rákóczi fejedelem út 20. alkotó: Párkányi Raab Péter
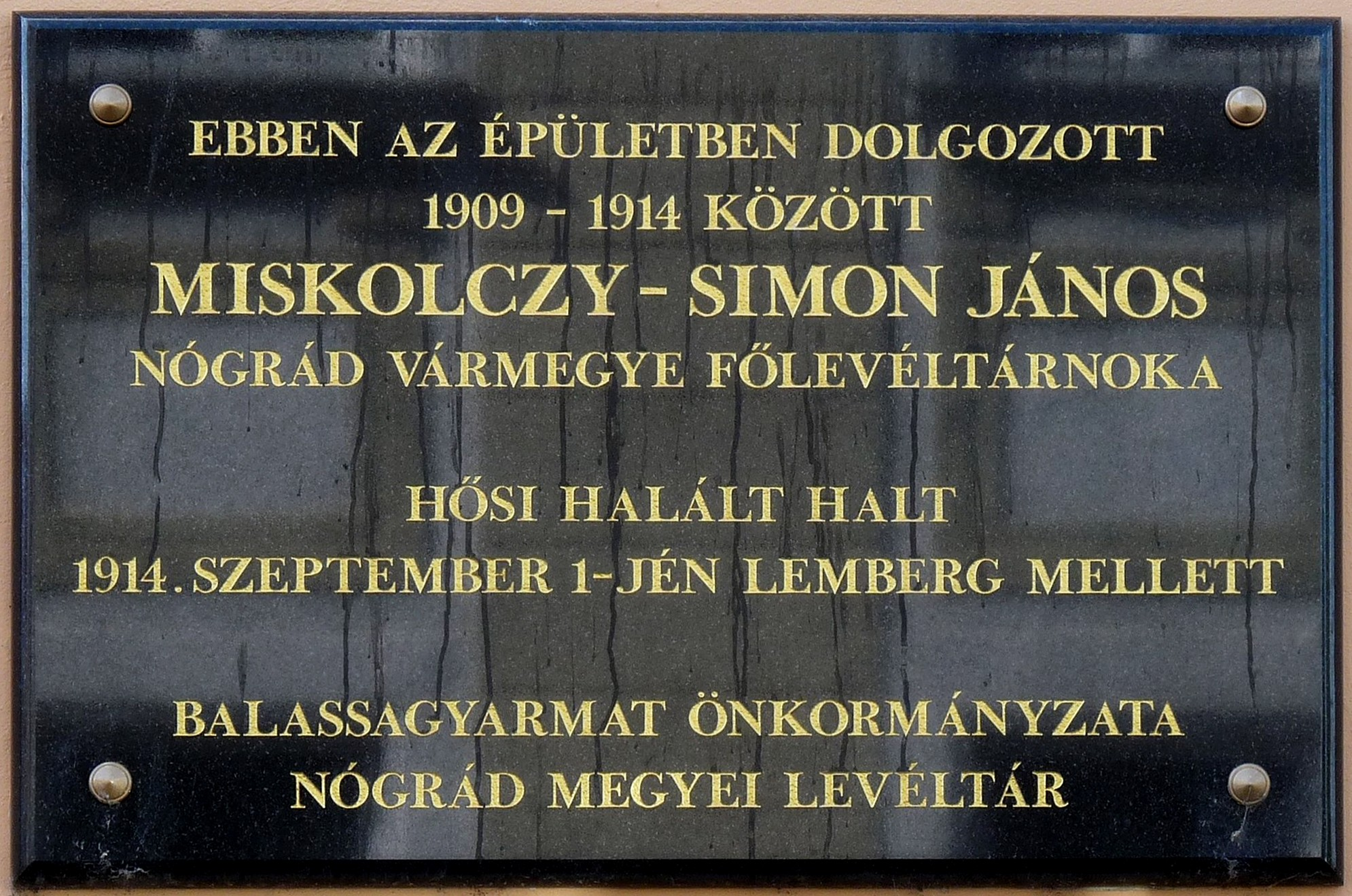
Miskolczy-Simon János, Civitas Fortissima tér 4.
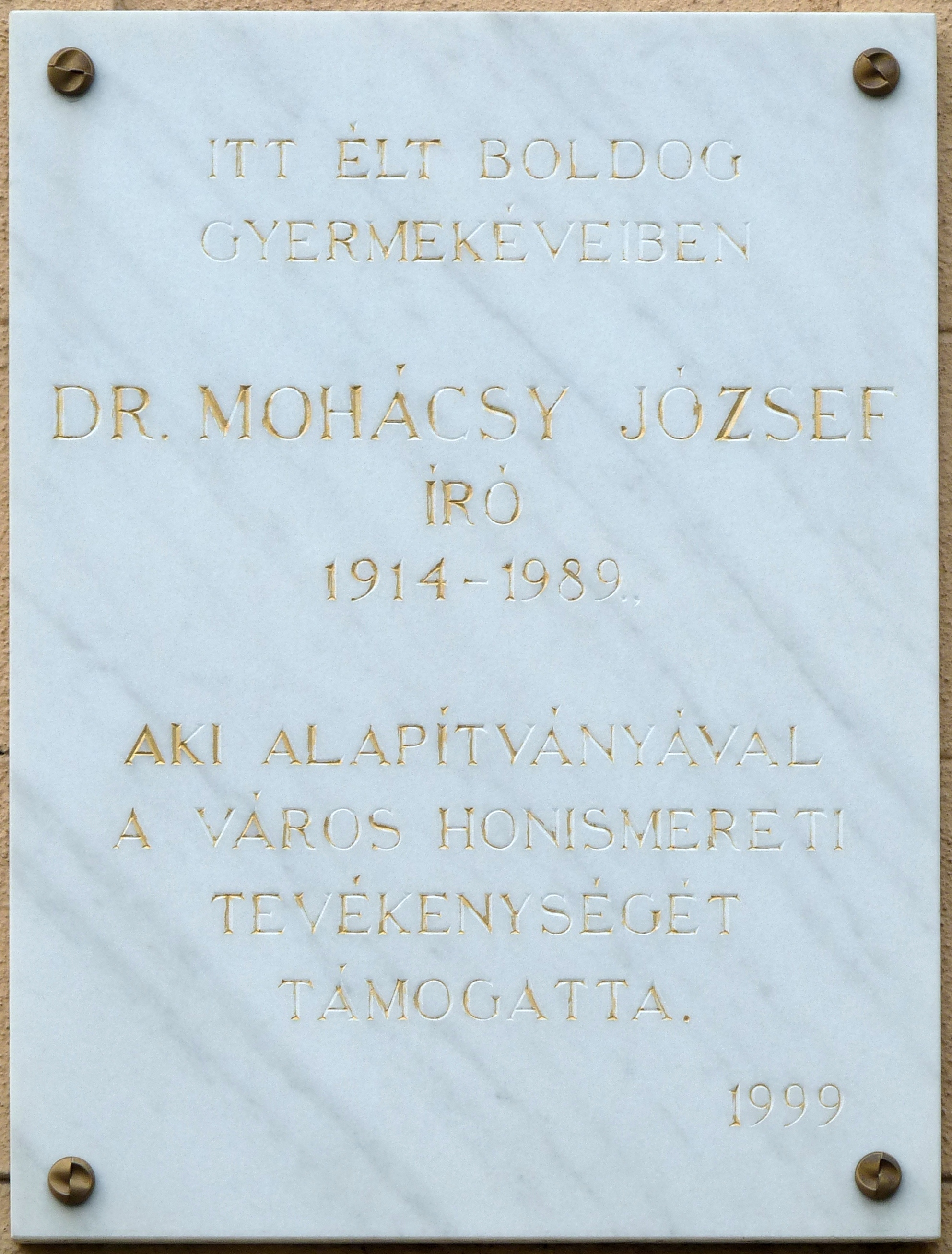
Mohácsy József, Ady Endre út 12.
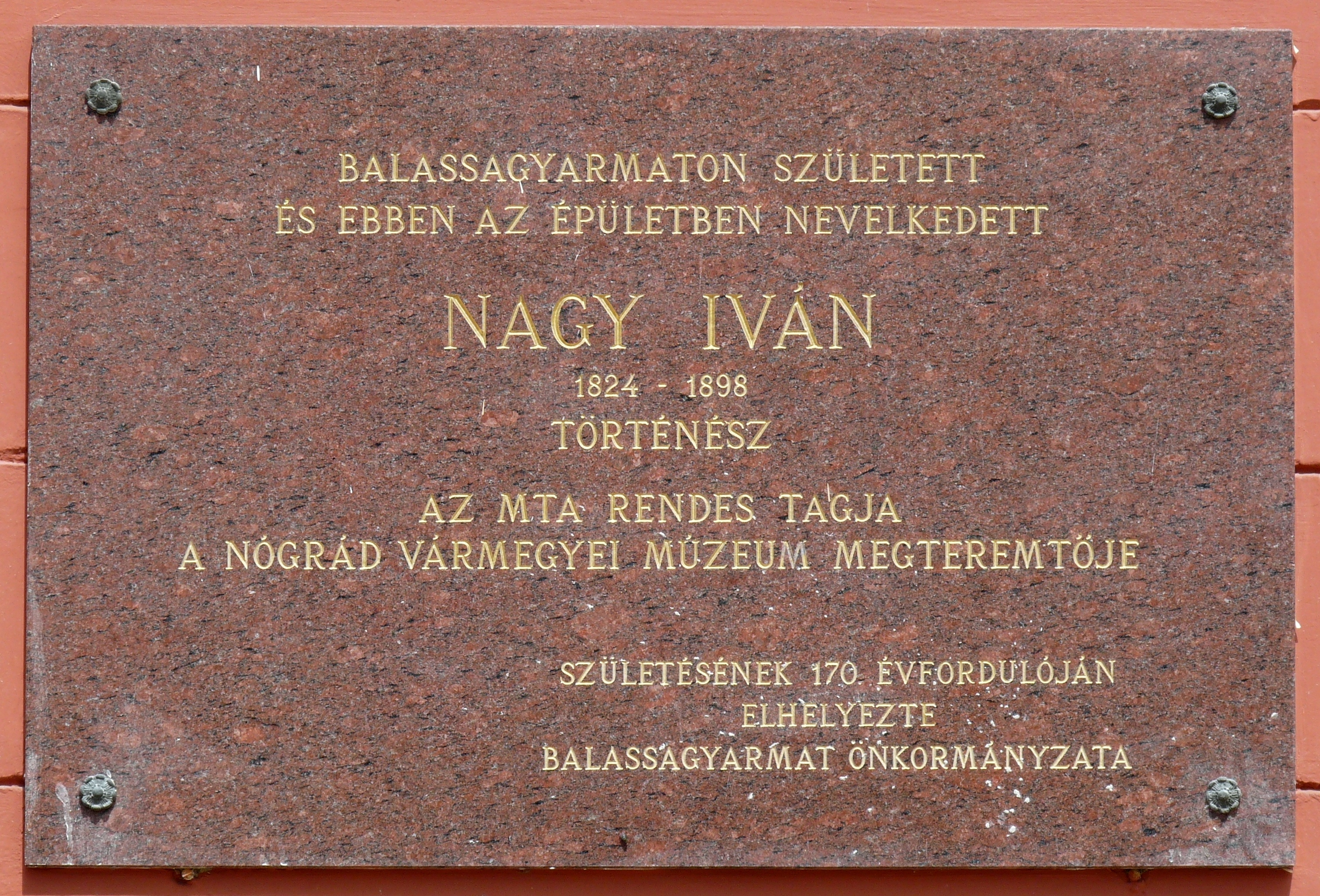
Nagy Iván, Civitas Fortissima tér 2.
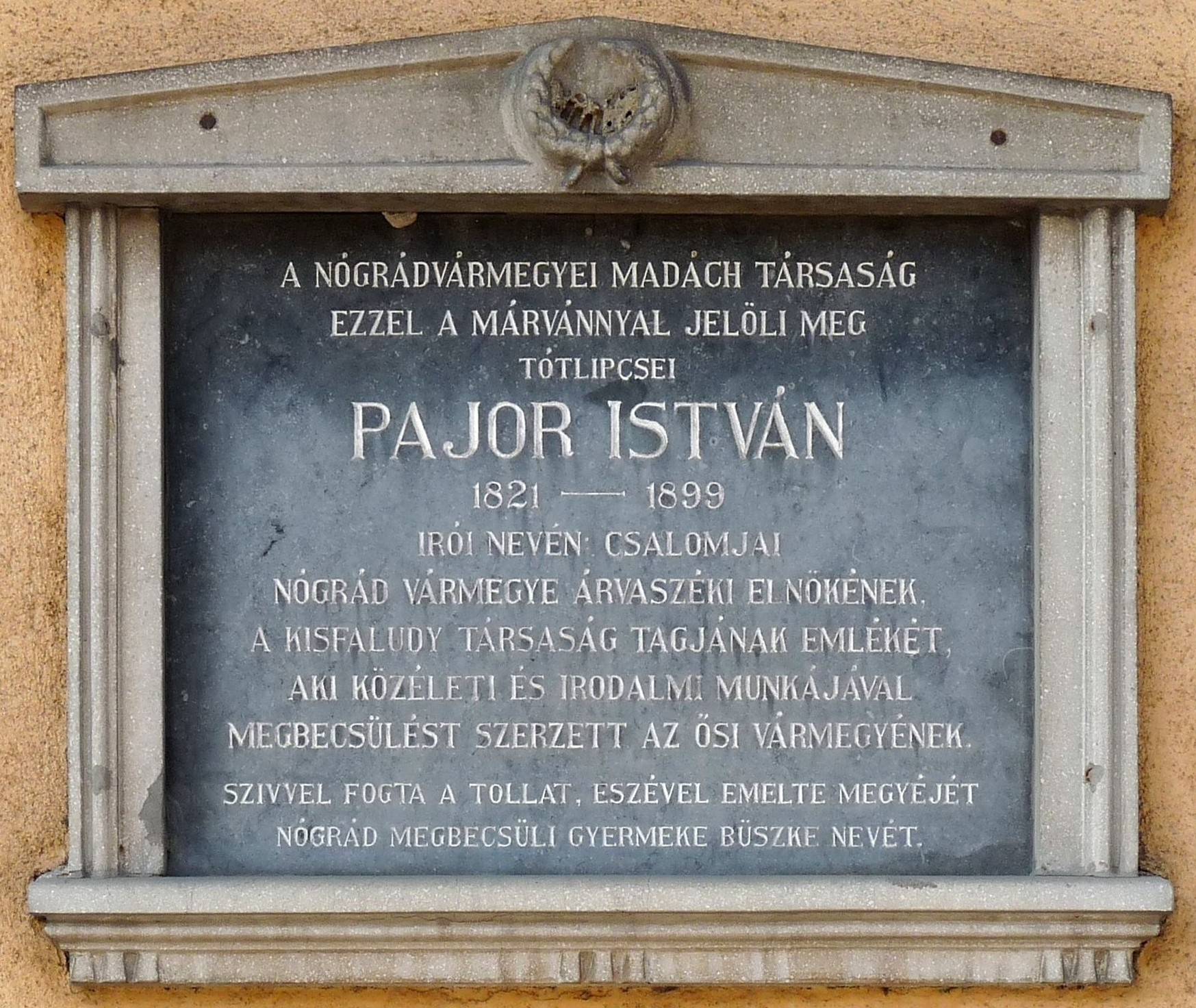
Pajor István, Kossuth Lajos utca 29.
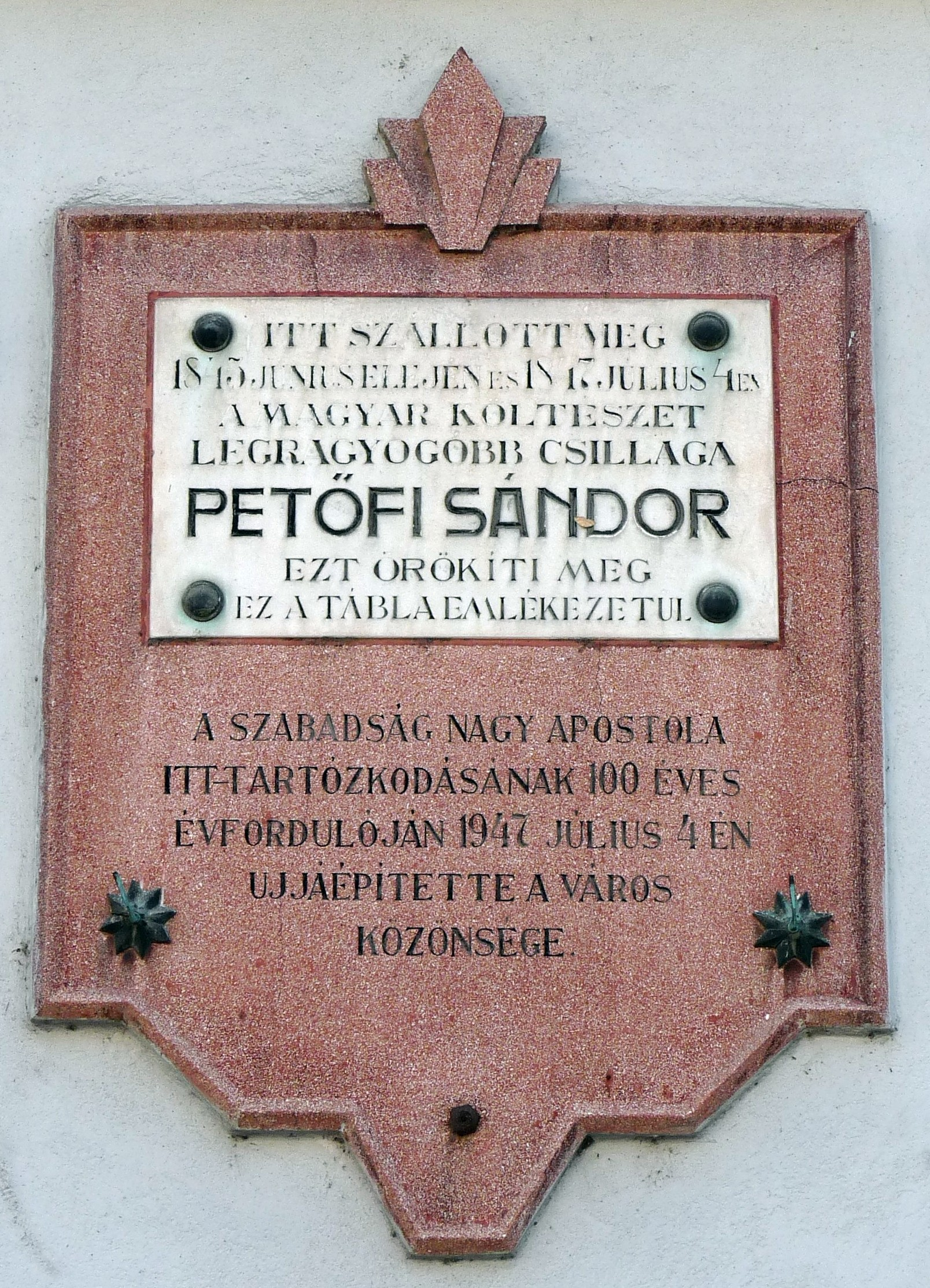
Petőfi Sándor, Kossuth Lajos utca 1.
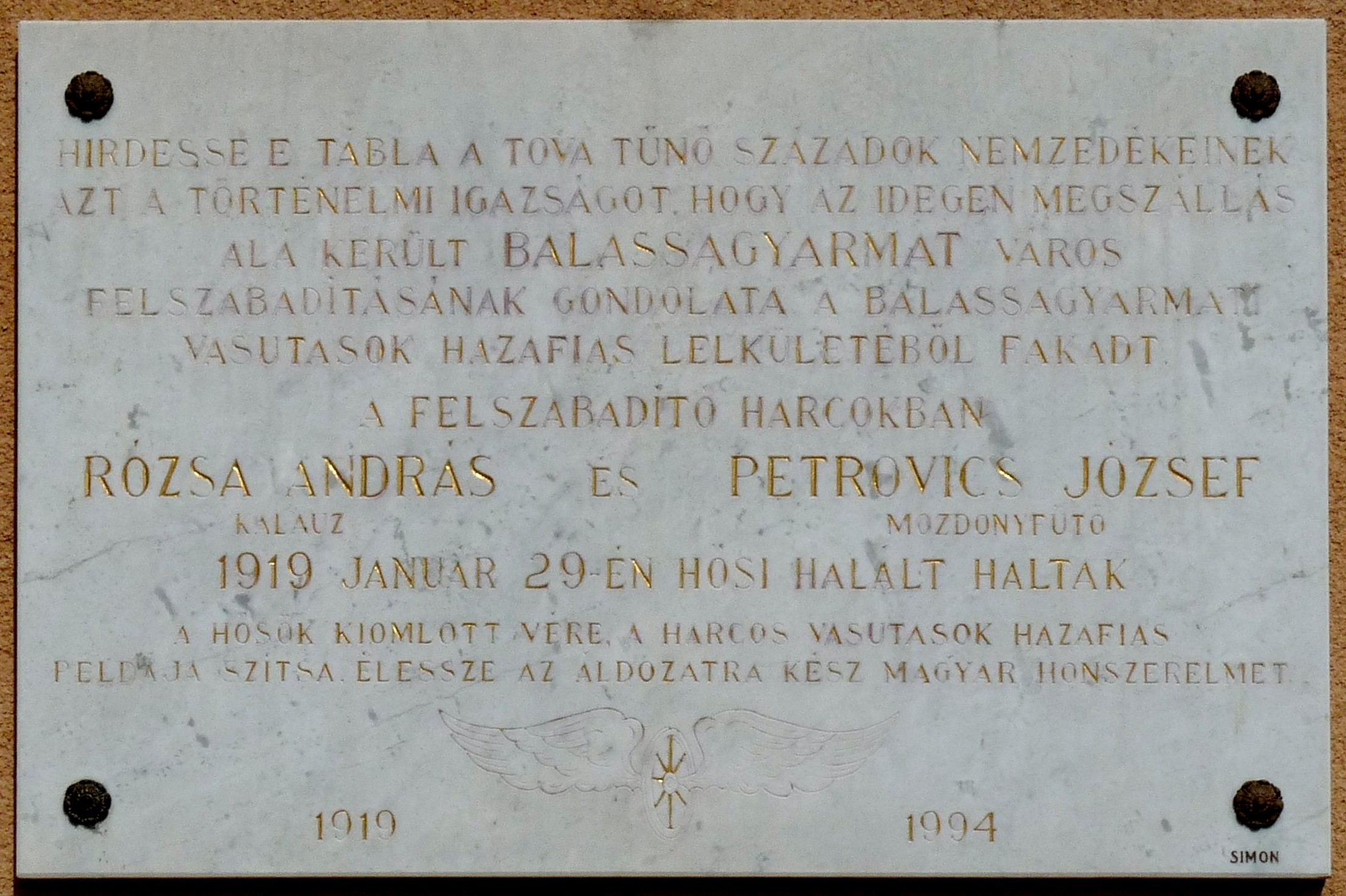
Petrovics József, Benczúr Gyula utca 1/a.
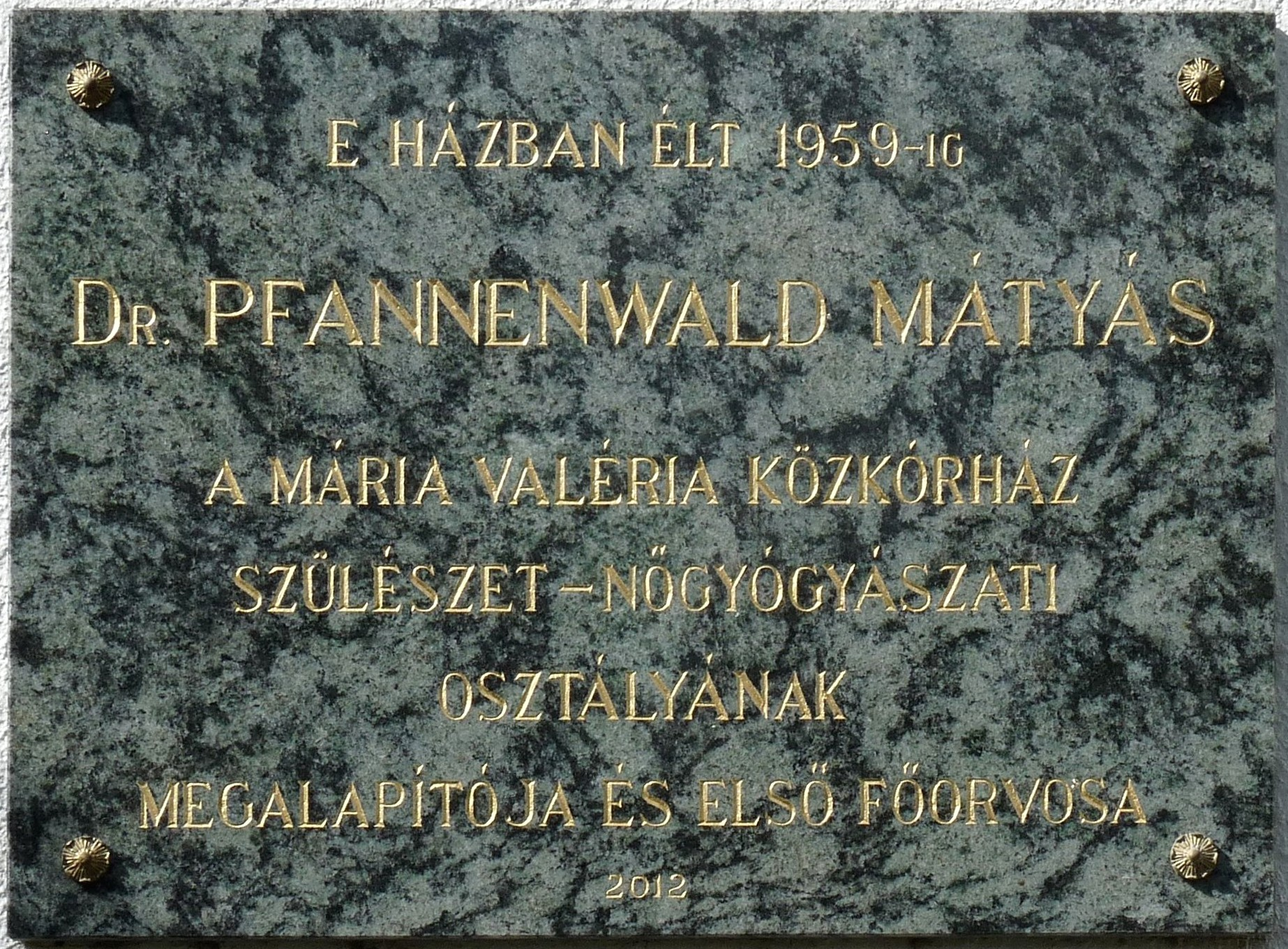
Pfannenwald Mátyás, Nagy Iván utca 5.
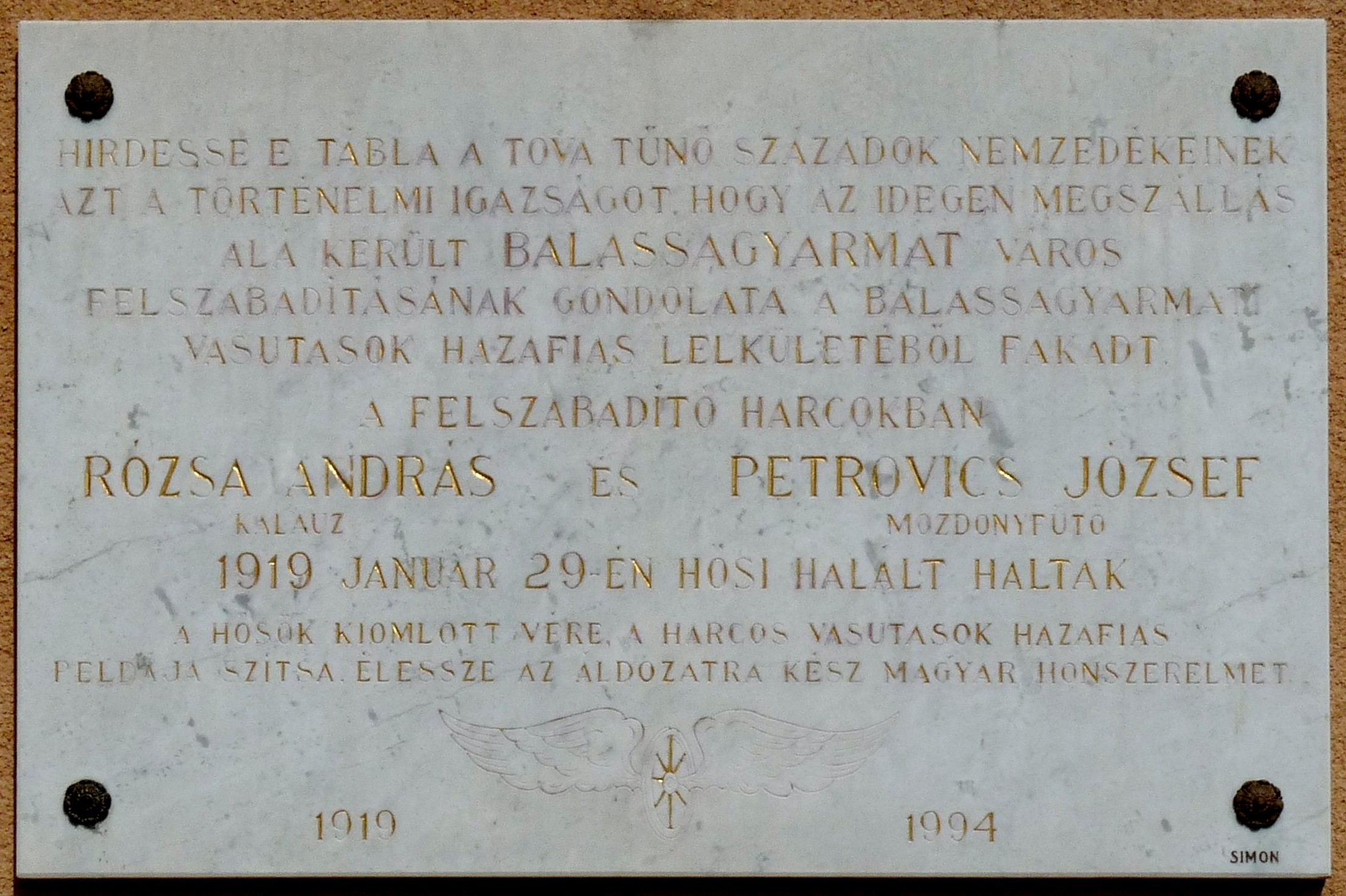
Rózsa András, Benczúr Gyula utca 1/a.
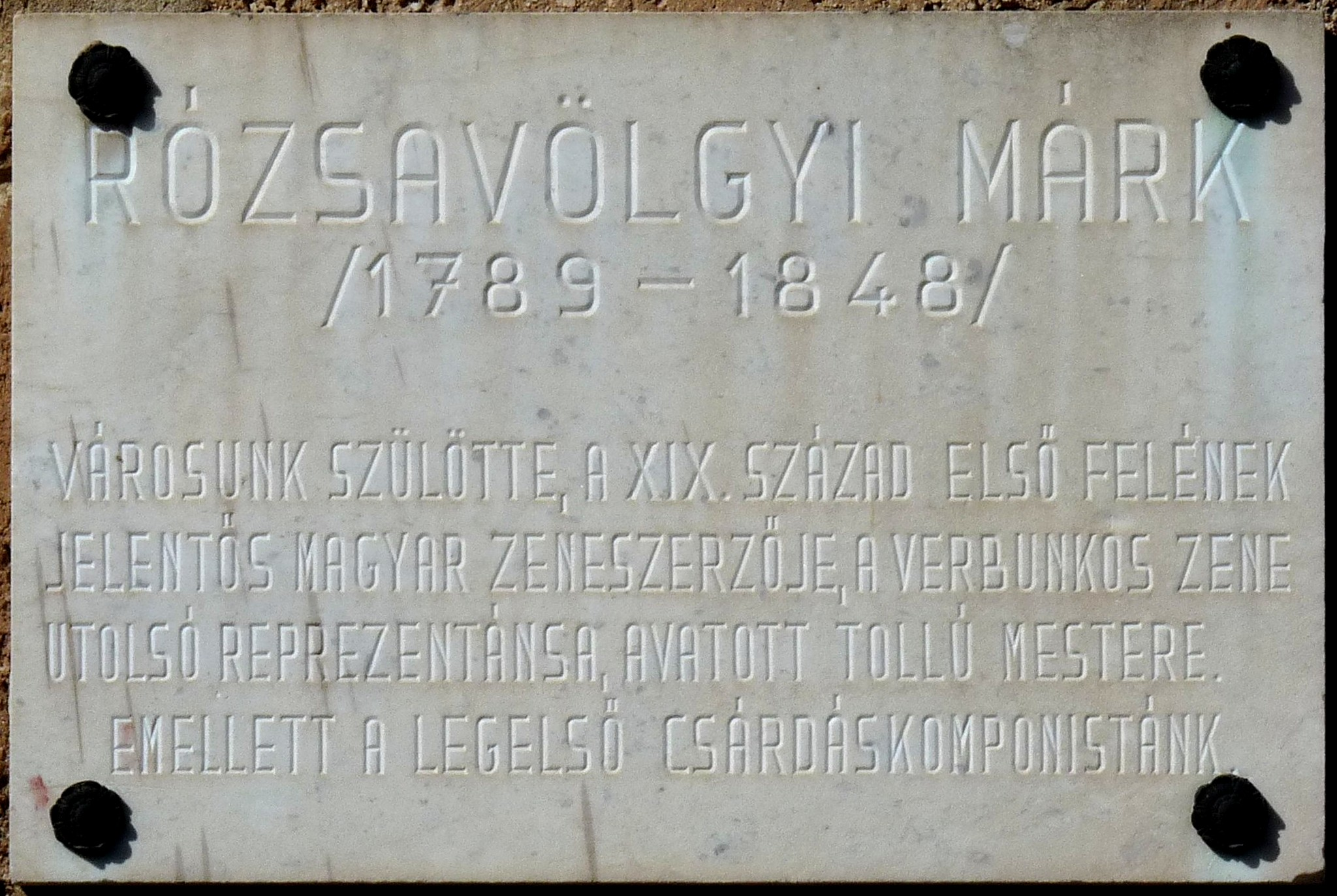
Rózsavölgyi Márk, Pozsonyi utca 5.
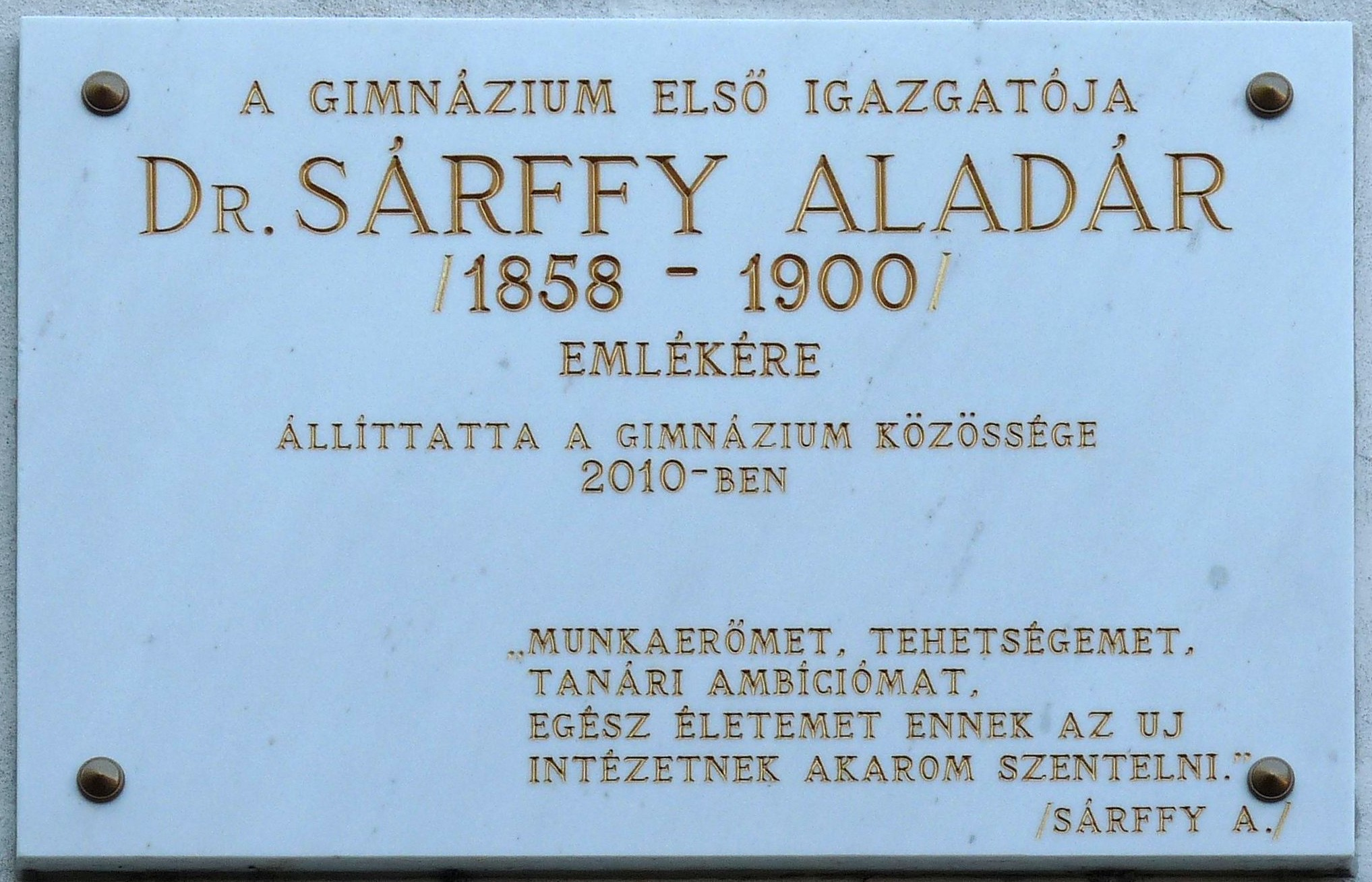
Sárffy Aladár, Deák Ferenc utca 17.
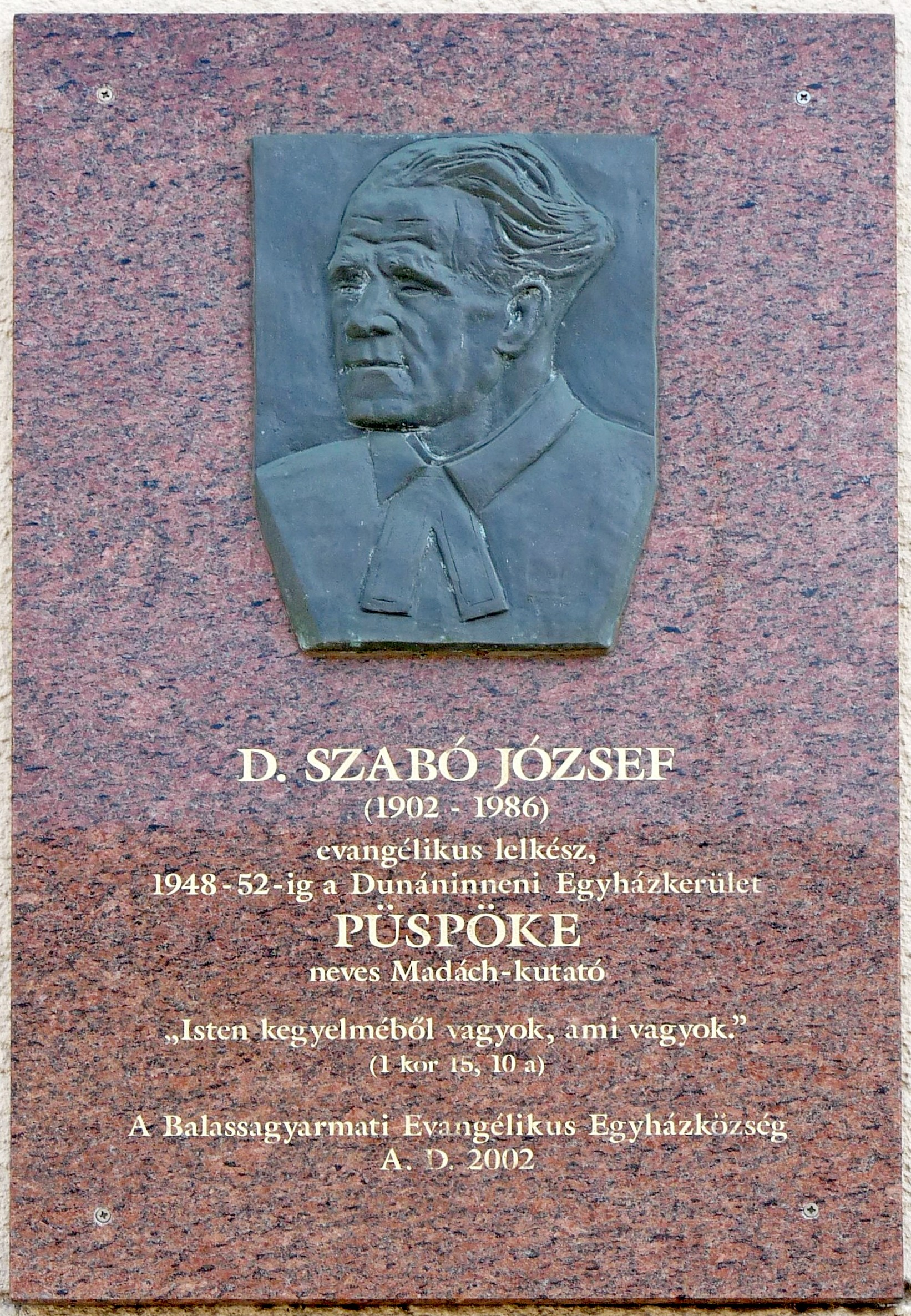
Szabó József, Kossuth Lajos utca 36. alkotó: Réti Zoltán
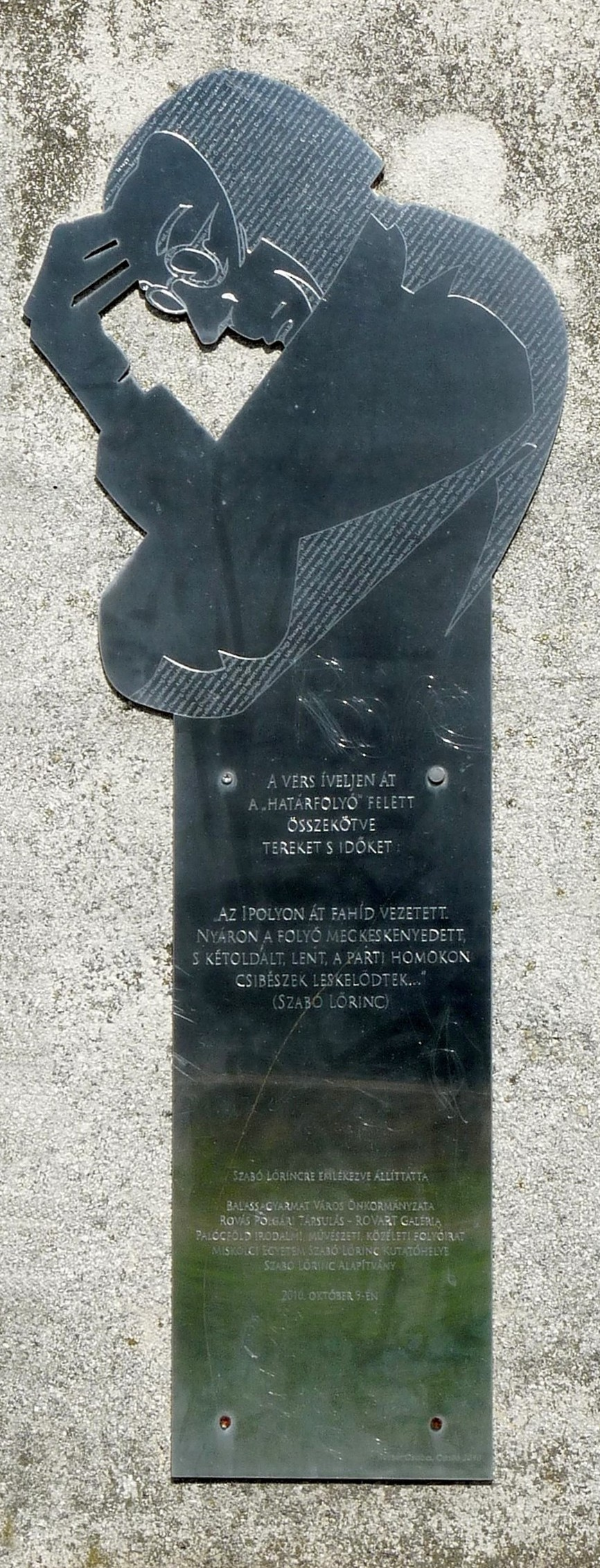
Szabó Lőrinc, Madách-híd alkotó: Gyenes Gábor
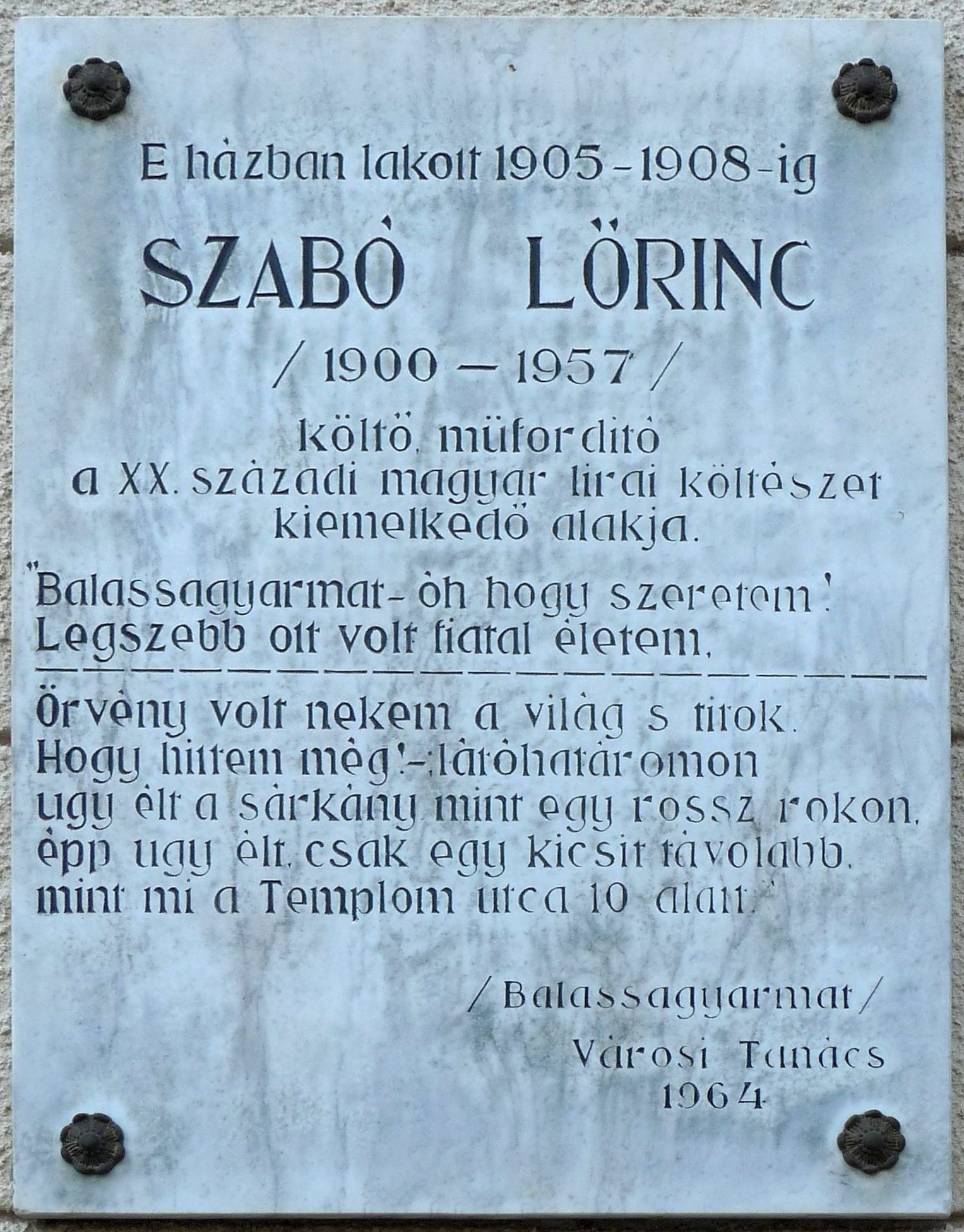
Szabó Lőrinc, Szabó Lőrinc utca 10.
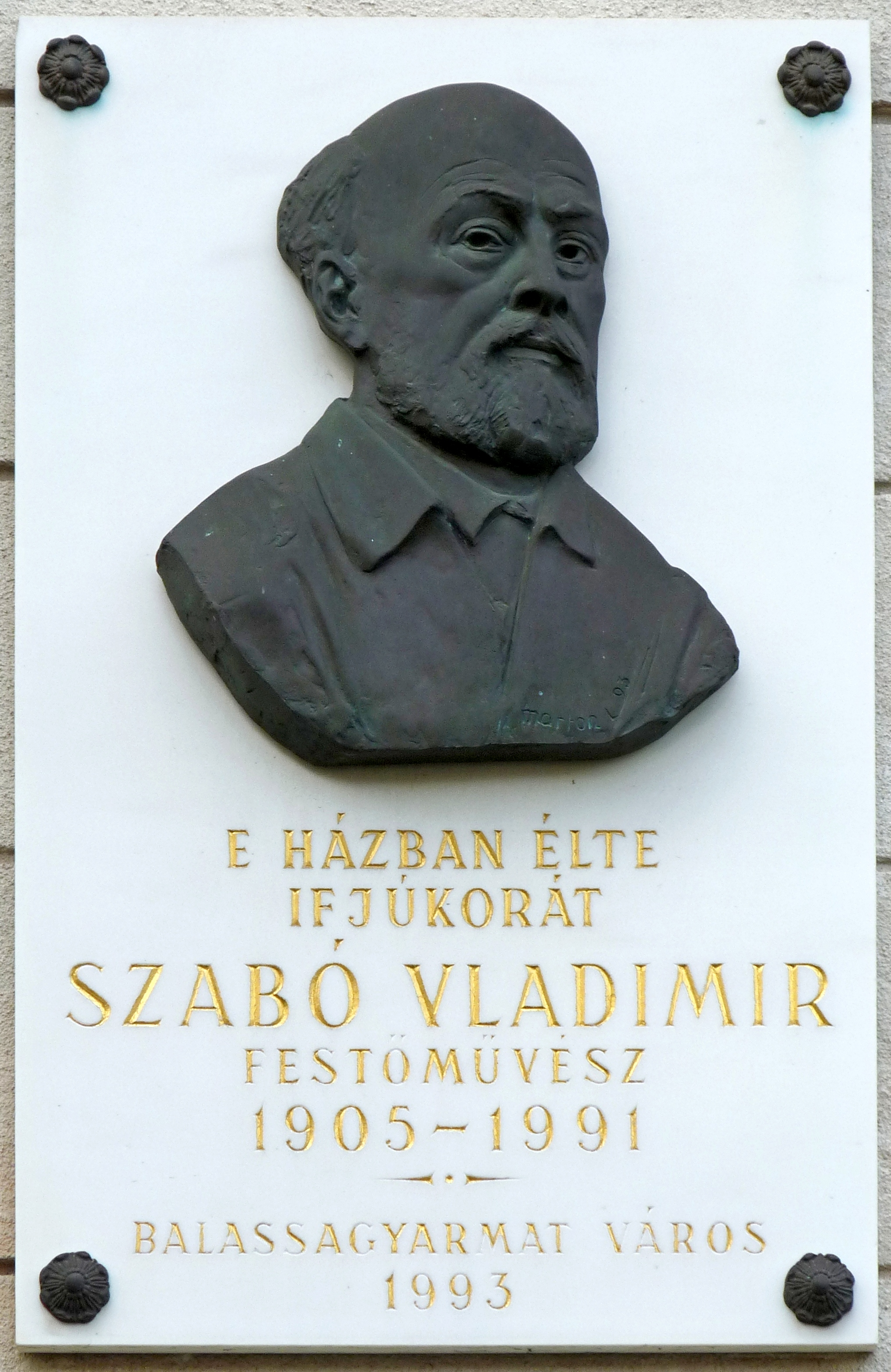
Szabó Vladimir, Ady Endre út 8. alkotó: Marton László
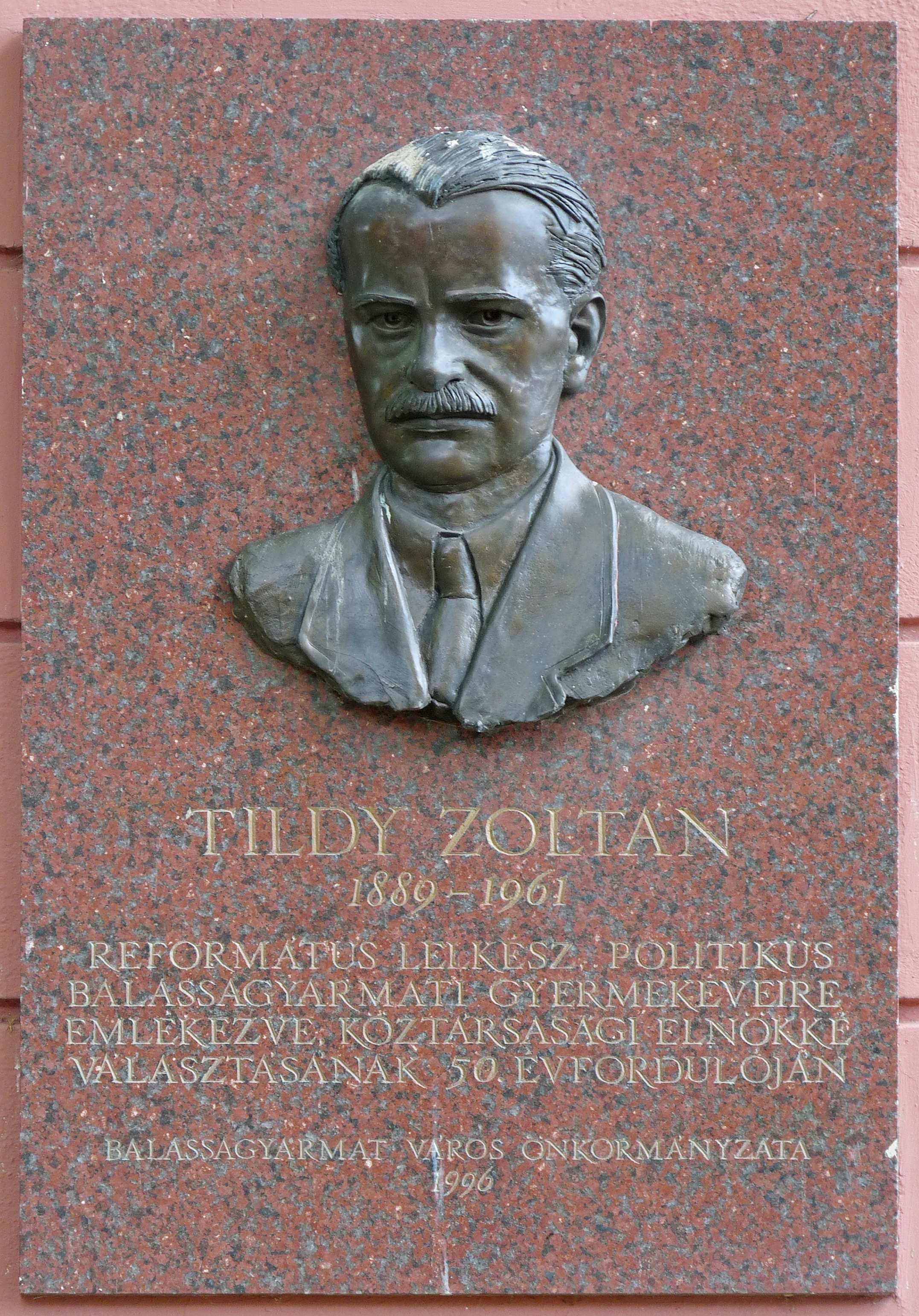
Tildy Zoltán, Ady Endre út 19. alkotó: Győrfi Lajos
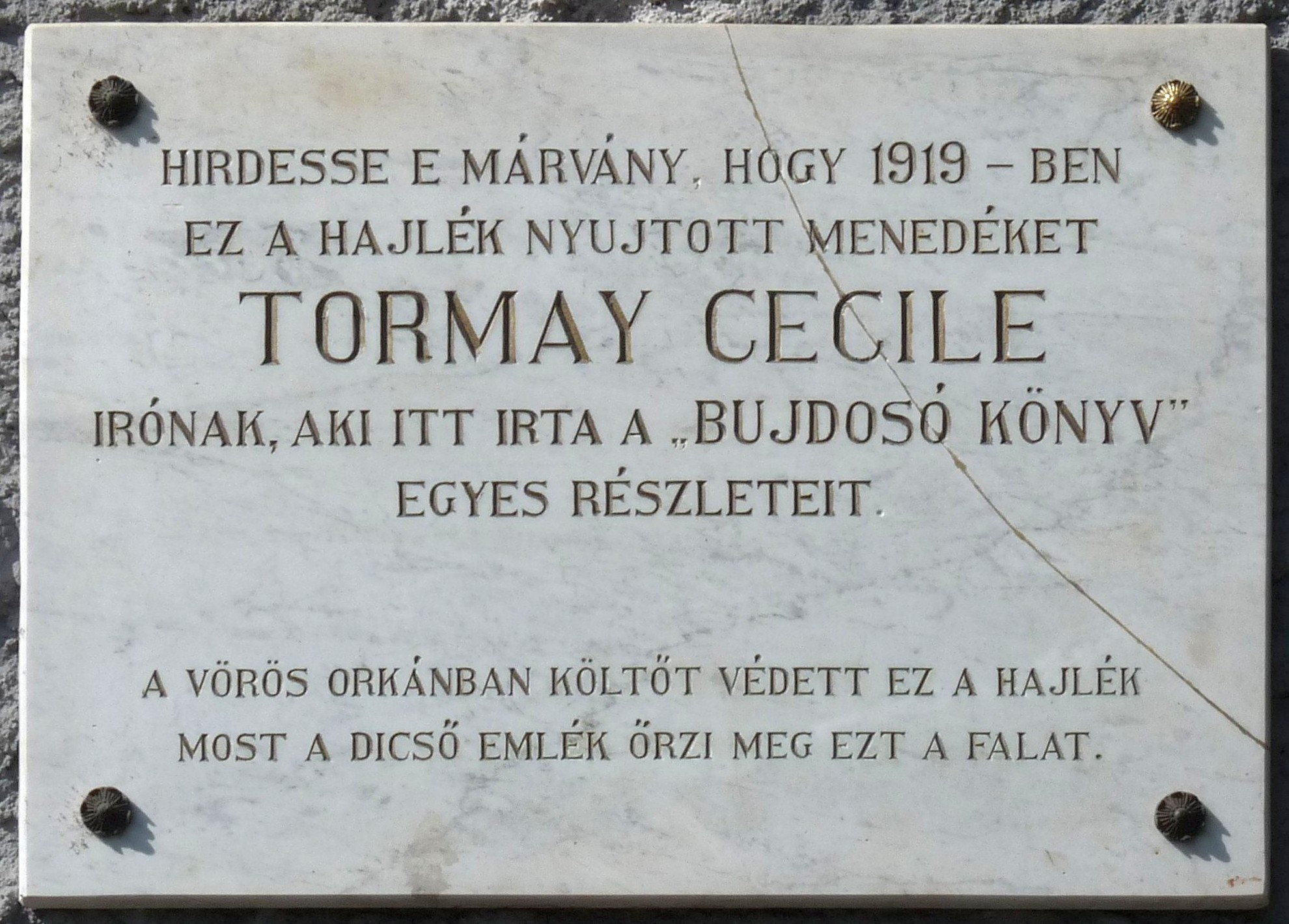
Tormay Cécile, Széchenyi utca 13.
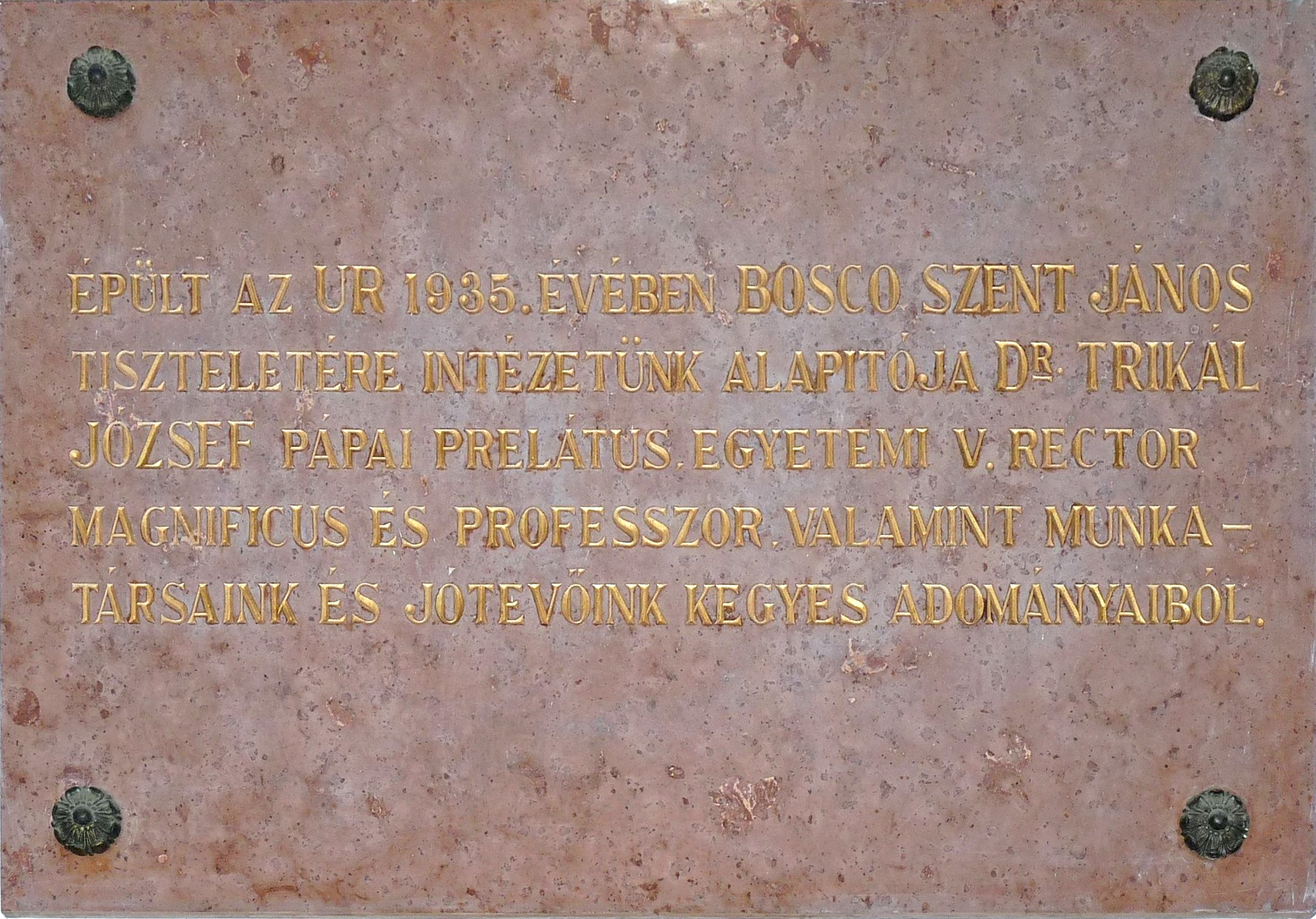
Trikál József, Kossuth Lajos utca 42.
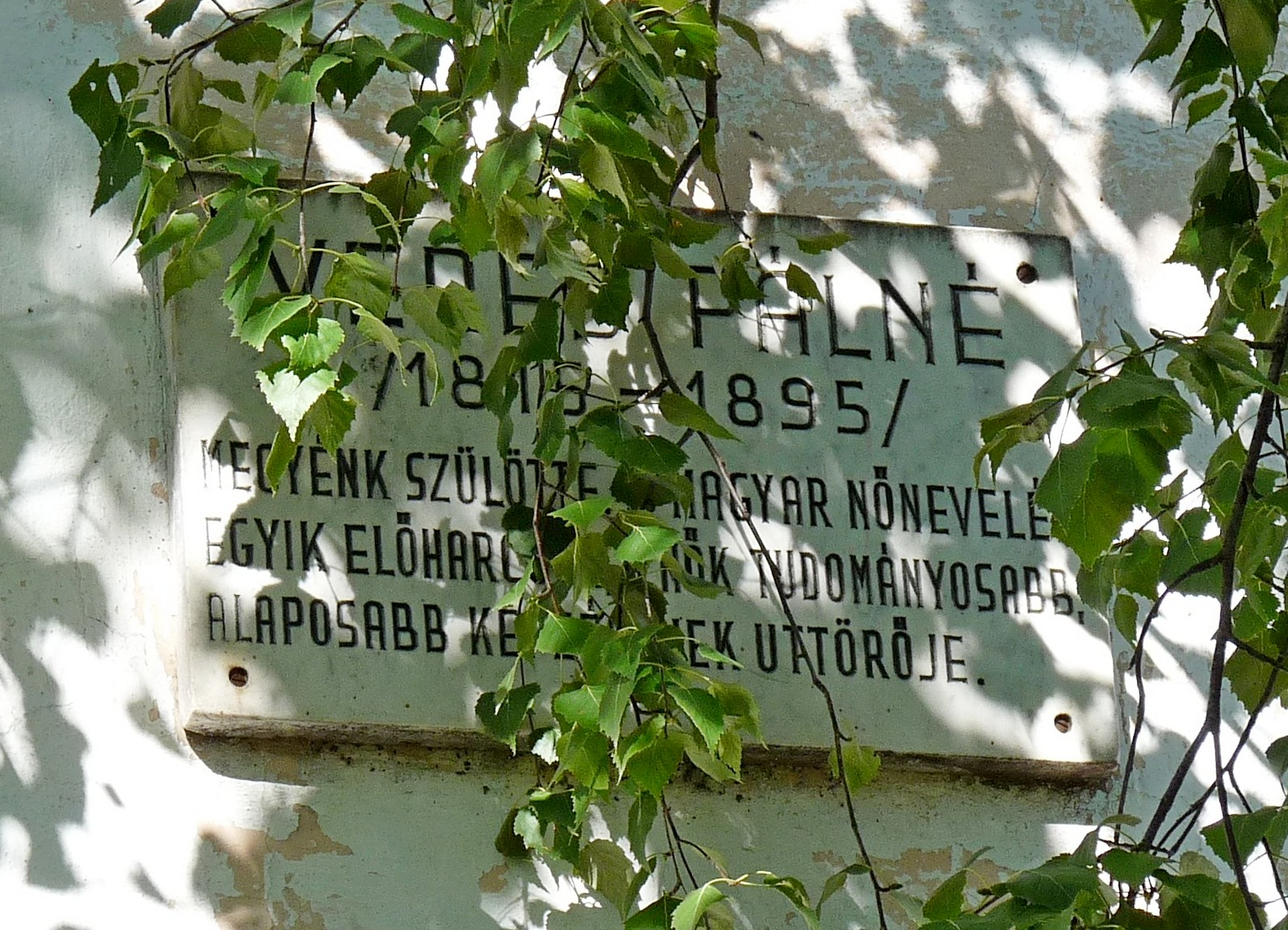
Veres Pálné, Május 1. utca 19.
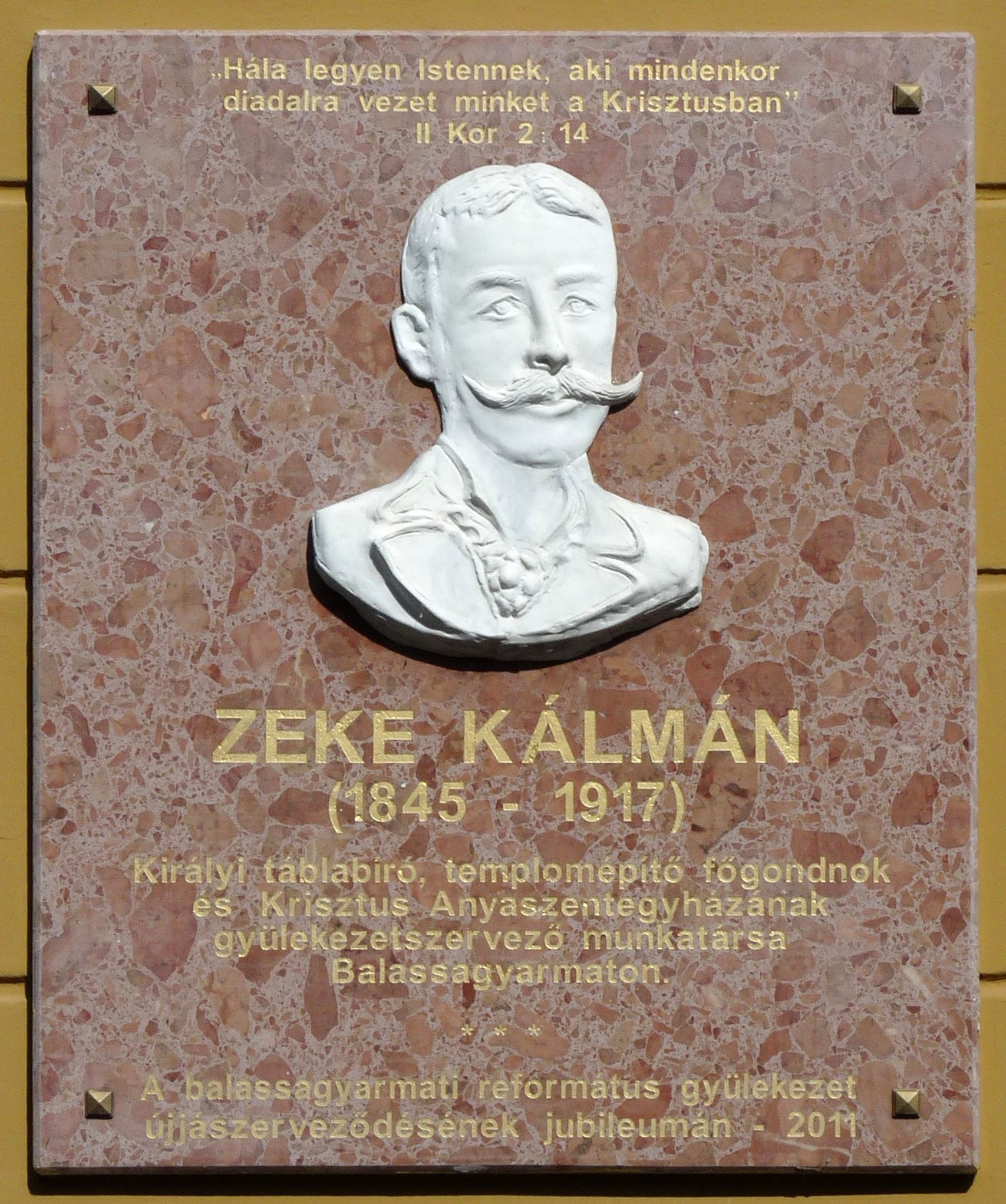
Zeke Kálmán, Ady Endre utca 17.

## Utcaindex
| Ady Endre út (8.) Horváth Endre, Szabó Vladimir (12.) Mohácsy József (17.) Zeke Kálmán (19.) Tildy Zoltán (37.) Mikó Zoltán Bajcsy-Zsilinszky utca (6.) Balassagyarmati Forradalmi Bizottság, az 1956-os forradalom bebörtönzött hősei (7.) Kiss Árpád, Komjáthy Jenő (9.) Málnássy Ferenc (12.) a csehkiverés hősei, (18.) határőr parancsnokság (20.) a háborúk helyi hősei Benczúr Gyula utca (1/a.) Aszód-Balassagyarmat-Losonc vasút, Petrovics József, Rózsa András, zsidó mártírok Bercsényi utca (8.) Madách Imre Civitas Fortissima tér (2.) Janko Kráľ, Madách Imre, Mikszáth Kálmán, Nagy Iván (4.) Megyery István, Miskolczy-Simon János Deák Ferenc utca (17.) Balassi Bálint, a Balassi Gimnázium 1. világháborús halottai, Komjáthy Jenő, Sárffy Aladár Horváth Endre utca (1.) Horváth Endre Hunyadi utca (24.) Bakos Lajos, a holokauszt helyi áldozatai József Attila utca (6.) Kenessey Albert Komjáthy utca (5.) Komjáthy Jenő | Kossuth Lajos utca (1.) Petőfi Sándor (29.) Pajor István (36.) Szabó József (42.) Trikál József (52.) Blázsik Károly Madách-híd (-) Szabó Lőrinc Május 1. utca (19.) Veres Pálné Nagy Iván utca (5.) Pfannenwald Mátyás Palóc liget (–) Kondor Vilmos Pozsonyi utca (5.) Rózsavölgyi Márk Rákóczi fejedelem út (20) Mindszenty József (23.) Baranyi Dezső (Rekett) (26.) az 1945-ös földreform (66.) Bérczy Károly (107.) Kovalcsik András (125.) Kenessey Albert Szabó Lőrinc utca (10.) Szabó Lőrinc Széchenyi utca (13.) Tormay Cécile Szent Imre utca (10.) Magos Dezső Szondi utca (1.) Badiny Jós Ferenc |